# هولوکاست
هولوکاست (از یونانی ὁλόκαυστον، «همه‌سوزی») یا شوآ (به عبری: השואה، «فاجعه») به کشتار دسته‌جمعی و نسل‌کشی نزدیک به شش میلیون یهودی اروپایی بر پایهٔ نژاد، مذهب و ملیت در طی جنگ جهانی دوم به‌دست آلمان نازی از ۱۹۴۱ تا پایان ۱۹۴۵ در اردوگاه‌های مرگ آلمان نازی، اطلاق می‌شود. کشتارها به شکل سازمان‌یافته شامل شلیک دسته‌جمعی در پوگروم‌ها؛ سیاست پاکسازی از راه کار اجباری در اردوگاه‌های کار اجباری آلمان نازی؛ همچنین وانت‌ها و اتاق‌های گاز در اردوگاه‌های پاکسازی آلمانی از جمله آشویتس، بلزک، خلمنو، مایدانک، تربلینکا، و سوبیبور می‌شدند. حدود دو سوم جمعیت یهودی اروپا در این رویداد کشته شدند.
آلمان اذیت و آزار یهودیان را در چند مرحله پیش برد. این‌گونه نبود که نازی‌ها با در دست گرفتن قدرت در آلمان، بلافاصله دست به کشتار جمعی بزنند؛ بلکه آن‌ها به کمک قوانین دولتی، با سرعت زیادی برای هدف قرار دادن و حذف یهودیان از جامعه آلمان اقدام کردند. در پی به روی کار آمدن آدولف هیتلر به عنوان صدر اعظم در ۳۰ ژانویه ۱۹۳۳، حکومت آلمان شبکه‌ای از اردوگاه‌های کار اجباری را در آلمان برای زندانی کردن مخالفان سیاسی و کسانی که برای جامعه «نامناسب» تشخیص داده می‌شدند، برپا ساخت که نخستینشان داخائو بود. پس از رسمیت فرمان تفویض اختیارات در ۲۴ مارس ۱۹۳۳ و افزایش اختیارات هیتلر، دولت اقدام به محدودکردن یهودیان و جداسازی از دیگر بخش‌های جامعه کرد؛ این روند شامل بایکوت کسب‌وکارهای یهودی در آوریل ۱۹۳۳ و به اجرا گذاشتن قوانین نورنبرگ در سپتامبر ۱۹۳۵ می‌شد. در ۹ تا ۱۰ نوامبر ۱۹۳۸ و هشت ماه پس از الحاق اتریش به خاک آلمان؛ مغازه‌ها، خانه‌ها، و پرستشگاه‌های یهودیان در رویدادی که با نام شب بلورین شناخته می‌شود مورد حمله قرار گرفته، شیشه‌هایشان شکسته شد، و به آتش کشیده شدند. تهاجم آلمان به لهستان در سپتامبر ۱۹۳۹ آغازگر جنگ جهانی دوم بود و پس از آن، نازی‌ها دست به برپایی گتوها و جداسازی نژادی یهودیان کردند و متعاقب آن اردوگاه‌ها و مراکز پرشماری در سراسر اروپای مورد اشغال آلمان نازی برپا شدند.
جداسازی یهودیان در گتوها، خود راه را برای سیاست پاکسازی آن‌ها — به‌گفتهٔ نازی‌ها «راه حل نهایی» — که توسط فرماندهان ارشد نازی در کنفرانس وانزه مطرح شده بود، هموار کرد. با پیشروی آلمان در شرق، اجرای سیاست‌های ضدیهودی رادیکال شدند و تحت هماهنگی اس‌اس و با دستورالعمل‌های مستقیم از سوی رهبران ارشد حزب نازی، کشتارها نه‌تنها در سراسر آلمان که در اروپای تحت اشغال و نیز مناطق کنترلی نیروهای محور صورت گرفتند. جوخه‌های مرگ شبه‌نظامی به نام آینزاتس‌گروپن با همکاری ارتش آلمان و همدستان محلی میان ۱۹۴۱ تا ۱۹۴۵ نزدیک به ۱٫۳ میلیون یهودی را در شلیک‌های دسته‌جمعی و پوگروم‌ها کشتند. از میانهٔ ۱۹۴۲، قربانیان از گتوهای سراسر اروپا با قطارهای باری به اردوگاه‌های مرگ تبعید شدند؛ مکان‌هایی که در آن‌ها اگر از جابجایی نیز جان سالم به‌در می‌بردند، در اتاق‌های گاز یا زیر کار اجباری یا از بیماری‌های مختلف و راه‌پیمایی‌های مرگ جان می‌سپاردند. این کشتارها تا پایان جنگ جهانی دوم در مه ۱۹۴۵ ادامه پیدا کردند.
یهودیان اروپایی تنها کسانی نبودند که در طی دورهٔ هولوکاست (از ۱۹۳۳ تا ۱۹۴۵) هدف پاکسازی قرار گرفتند؛ دیگر قربانیان حکومت نازی شامل لهستانی‌های غیریهودی، غیرنظامیان شوروی و اسیران جنگی آن، کولی‌ها، مخالفان سیاسی و مذهبی و مردان همجنسگرا می‌شدند.

## واژه‌شناسی
نخستین استفادهٔ ثبت‌شدهٔ واژهٔ هولوکاست در معنای امروزی آن در ۱۸۹۵ به‌وسیلهٔ نیویورک تایمز برای شرح قتل‌عام مسیحیان ارمنی به‌دست نیروهای عثمانی بود. این واژه از یونانی: ὁλόκαυστος; ὅλος hólos، «همه» + καυστός kaustós، «قربانی کردن حیوان نر» می‌آید. اصطلاح کتاب مقدس یعنی شوآ (عبری: שׁוֹאָה‎) به‌معنای فاجعه (و از قرون وسطی نیز برای اشاره به «تخریب» استفاده می‌شود) اصطلاح عبری استاندارد برای قتل یهودیان اروپایی شد. به گزارش هاآرتس، نویسنده‌ای به‌نام یهودا ارز ممکن است اولین کسی باشد که رویدادهای آلمان را به عنوان شوآ توصیف کرد. نشریهٔ داوار و بعدها هاآرتس هر دو این واژه را در سپتامبر ۱۹۳۹ به کار بردند.

## ویژگی‌های متمایزکننده

### همکاری میان سازمان‌ها

کارت شناسایی صادرشده برای آنی هوروویتس، یکی از قربانیان هولوکاست در فرانسه. بر روی این کارت مهر JUIVE یا «یهودی» دیده می‌شود.

مایکل برنباوم دربارهٔ آلمان نازی چنین می‌نویسد که آلمان چون «حکومتی کشتارمحور» شده بود. او می‌گوید که «هر بازویی در دستگاه اداری عریض و طویل کشور در روند کشتارها دخالت داشت. کلیساها و وزارت کشور مدارک تولد یهودیان را تأمین می‌کردند؛ سازمان پست دستورهای نفی بلد و بیرون‌اندازی از کشور را می‌فرستاد؛ وزارت دارایی اموال یهودیان را غصب می‌کرد؛ شرکت‌های آلمانی کارگران یهود خود را اخراج می‌کردند و سهام‌هایی را که در دست سهام‌داران یهودی بودند باطل می‌ساختند.» دانشگاه‌ها از پذیرفتن یهودیان سر باز می‌زدند، به آنانی که در حال تحصیل بودند مدرک نمی‌دادند، و استادان دانشگاه یهودی را اخراج می‌کردند؛ مأموران دفاتر ترابری دولتی مسئول تهیه و زمان‌بندی حرکت قطارها به‌منظور اخراج یهودیان و فرستادنشان به اردوگاه‌ها بودند؛ شرکت‌های داروسازی آلمانی بر روی زندانیان اردوگاه‌ها آزمایش دارویی می‌کردند؛ شرکت‌ها برای بستن قرارداد ساخت کوره‌های آدم‌سوزی سرودست می‌شکاندند؛ فهرست مفصل قربانیان توسط دهوماگ (IBM آلمان) و به روی کارت‌های پانچ چاپ می‌شد و با دقت روند سربه‌نیست کردن‌ها را شرح می‌داد. هنگامی که زندانیان وارد اردوگاه‌های مرگ می‌شدند، به‌زور همه دارایی‌های شخصیشان از آن‌ها گرفته می‌شد؛ سپس آن وسایل فهرست‌بندی و برچسب زده و برای به‌کارگیری دوباره یا بازیافت به آلمان فرستاده می‌شدند. برنباوم می‌نویسد که واپسین راه‌حل پرسش یهود «… در چشمان جنایتکاران بزرگ‌ترین دستاورد آلمان به‌شمار می‌رفت.» بانک ملی آلمان توسط حسابی جعلی با نام ماکس هایلیگر کمک می‌کرد که بسیاری دارایی‌های باارزش دزدیده شده از قربانیان به چرخه پولی وارد شوند.
سائول فریدلاندر می‌نویسد: «هیچ گروه اجتماعی، هیچ انجمن مذهبی، هیچ بنیاد دانشگاهی یا گروه تخصصی در آلمان و سراسر اروپا همبستگی‌ای با یهودیان اعلام نکرد.» او می‌نویسد که برخی کلیساهای مسیحی اعلام کردند که آن یهودیانی که از دین خود برگشته و مسیحی شده‌اند را باید جزوی از مسیحیان به‌شمار آورد، اگرچه همان نیز تنها تا حدی پذیرفته شد. فریدلاندر استدلال می‌کند که آنچه هولوکاست را متمایز می‌کند آن است که سیاست‌های ضدیهودی توانسته بودند آزادانه رشد پیدا کنند بی‌آنکه با نیروهای مخالفی که به صورت طبیعی در جوامع پیشرفته بروز می‌کنند، روبرو شده باشند.»

### ایدئولوژی

پیرزنی که مجبور است برای امرار معاش، بازوبند ستاره داوود را به یهودیان بفروشد. بنابر قانون آلمان نازی، هر فرد یهودی می‌بایست یک نشان ستاره داوود همراه خود می‌داشت تا از بقیه مردم متمایز گردد.

در دیگر کشتارها، برخی خواست‌های کاربردی همچون کنترل خاک و منابع اهداف اصلی پشت کشتار بوده‌اند. یهودا بائر، تاریخ‌شناس و نویسنده اسرائیلی می‌نویسد:
انگیزه اصلی [پشت هولوکاست] به شکل کامل ایدئولوژیک بود که ریشه در جهان خیالی تصور نازی‌ها داشت؛ جایی که دسیسه‌ای بین‌المللی از سوی یهودیان برای کنترل جهان در تقابل با سودای آریایی قرار داشت. هیچ کشتاری تا به امروز آنقدر بر پایه اوهام، افسانه‌ها، بی‌مسمایی، و ایدئولوژی ناکاربردی بنا نشده بود — چیزی که البته با روش‌های عقلانی و کاربردی به انجام کشیده شد.
ابرهارد یکل، تاریخ‌دان آلمانی در ۱۹۸۶ می‌نویسد که یکی از ویژگی‌ها متمایزکننده هولوکاست آن بود که:
تا پیش از آن هیچ حکومتی زیر نظر مستقیم رهبرش مصمم به این نشده بود و اعلام نکرده بود که گروه مشخصی از انسان‌ها، از جمله سالخوردگانش، زنانش و کودکان و خردسالانش، باید هرچه زودتر کشته شوند و سپس این تصمیم را با بهره‌گیری از هر روش ممکن از سوی قدرت اعمال کند.
کشتارها به شکل سازمان‌یافته در تقریباً همهٔ مناطق اشغال‌شده توسط آلمان که امروزه ۳۵ کشور اروپایی را تشکیل می‌دهند انجام می‌شدند. شدیدترین وجه آن‌ها در اروپای مرکزی و شرقی اعمال شدند، جایی که بیش از هفت میلیون یهودی در ۱۹۳۹ در آن زندگی می‌کردند. نزدیک پنج میلیون یهودی در آنجا جان خود را از دست دادند، به همراه سه میلیونی که در لهستان اشغال شده و یک میلیونی که در اتحاد جماهیر شوروی کشته شدند. صدهاهزار تن نیز در هلند، فرانسه، بلژیک، یوگسلاوی، و یونان کشته شدند. پروتکل وانزه به صراحت مشخص می‌کند که نازی‌ها قصد داشتند «راه حل نهایی برای مشکل یهود» خود را در انگلستان و همهٔ دیگر کشورهای خنثی در اروپا همچون ترکیه، سوئد، پرتغال، و اسپانیا اجرا کنند.
هر کسی که سه یا چهار جد یهودی داشت بی‌استثنا نابود می‌شد. در دیگر کشتارهای تاریخ، مردم می‌توانستند با تغییر دین خود از مرگ برهند، اما این گزینه برای یهودیانی که در اروپای اشغال‌شده بودند موجود نبود. به استثنای آنانی که پدربزرگان و مادربزرگان‌شان تا پیش از ۱۸ ژانویه ۱۸۷۱ از دین برگشته بودند، همه کسانی که دارای‌تبار یهودی جدید بودند در مناطق زیر کنترل آلمان در اروپا نابود می‌شدند.

### اردوگاه‌های مرگ
یکی از ویژگی‌های منحصربه‌فرد هولوکاست که در تاریخ پیش از خود سابقه نداشت ایجاد اردوگاه‌های ویژه کشتارجمعی هدفمند مردم در اتاق‌های گاز بود. تا پیش از آن هیچ مکانی در جهان که مشخصاً برای کشتار جمعی انسان‌ها ساخته شده باشد، وجود نداشت. این اردوگاه‌ها همگی در لهستان بودند و شامل اردوگاه‌های آشویتس، بلزک، خلمنو، مایدانک، مالی تروستنتس، سوبیبور، و تربلینکا بودند.

### آزمایش‌های پزشکی بر انسان‌ها
یکی از بارزترین ویژگی‌های کشتار نازی‌ها در جریان جنگ جهانی دوم بهره‌گیری آنان از انسان‌ها به‌عنوان «ابزارهای آزمایشی پزشکی» بود. به گفته رائول هیلبرگ، «پزشکان آلمانی خواهان عضویت در حزب به شدت زیر باورهای نازی قرار داده می‌شدند» و شماری از آنان بر روی زندانیان اردوگاه‌های آشوویتس، داخائو، بوخن‌والد، راونسبروک، زاخسنهاوزن و ناتزوایلر آزمایش انجام می‌دادند.
از جمله نامدارترین پزشکان شاغل در این اردوگاه‌ها دکتر یوزف منگله بود که در آشوویتس کار می‌کرد. آزمایش‌های او شامل گذاشتن نمونه‌های انسانی در اتاق‌های فشار، آزمایش دارو بر رویشان، منجمد کردنشان، تلاش برای تغییر رنگ چشم با تزریق مواد شیمیایی درون چشم کودکان، و چندین قطع عضو و جراحی‌های دیگر بودند. ابعاد کارهای او هیچ‌گاه به شکل کامل آشکار نخواهند شد چراکه محموله‌ای از پیشینه‌های پزشکی که او برای دکتر اوتمار فون فرشوئر در موسسه کایزر ویلهلم فرستاده بود توسط فرشوئر نابود شد. تقریباً همه کسانی که در آزمایش‌های منگله به عنوان نمونه مورد بهره‌برداری قرار می‌گرفتند بلافاصله یا اندکی پس از عمل کشته و تشریح می‌شدند.
منگله به ویژه با کودکان کولی کار می‌کرد؛ او برای کودکان، شیرینی و اسباب بازی می‌آورد و خود بشخصه آن‌ها را تا اتاق‌های گاز همراهی می‌کرد. آن‌ها منگله را با نام «عمو منگله» Onkel Mengele صدا می‌زدند. ورا الکساندر یکی از زندانیان یهودی در آشوویتس بود که به پرستاری از ۵۰ جفت دوقلوی کولی پرداخت:
من یکی از آن جفت دوقلوها را به خوبی به یاد دارم: گیدو و اینا که سنشان چهار سال بود. یک روز منگله آن‌ها را برد. هنگامی که بازگرداندنشان، آن‌ها در وضعیت دهشتناکی بودند: به هم دوخته بودنشان، پشت به پشت، همانند دوقلوهای سیامی. زخم‌های آن‌ها عفونت کرده بودند و ترشح داشتند. آن‌ها شب و روز فریاد می‌کشیدند. سپس مادر و پدرشان — یادم می‌آید که نام مادر، استلا بود — توانستند مقداری مرفین تهیه کنند و کودکان را برای کم کردن از بار دردشان کشتند.

## ایجاد و اجرا

### ریشه‌ها

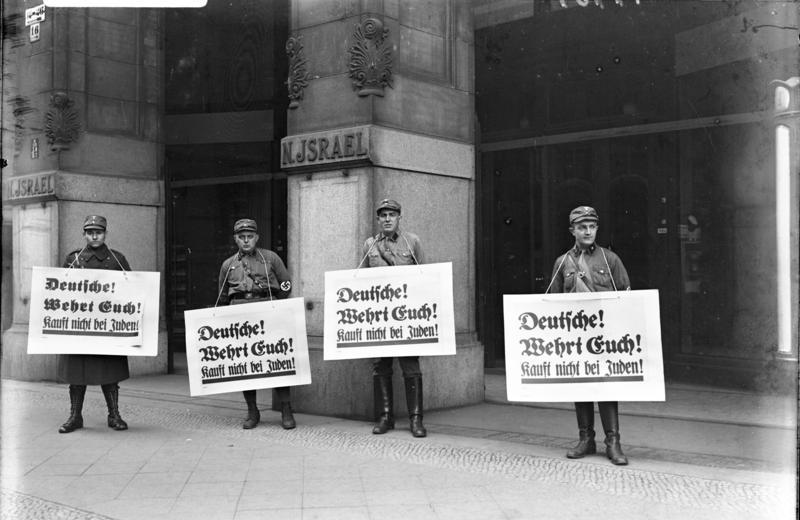
در آلمان، نیروهای اس آ از مردم دعوت می‌کنند تا در تحریم ملی همه کسب و کار یهودیان در روز ۱ آوریل ۱۹۳۳ شرکت کنند. بر روی پلاکاردها نوشته شده‌است: «آلمانی ها! از خود دفاع کنید! از یهودیان خرید نکنید!» (Deutsche! Wehrt Euch! Kauft nicht bei Juden!)

به باور یهودا بائر، رائول هیلبرگ، و لوسی داویدوویتس جامعه و فرهنگ آلمان از دوران میانه به بعد با اندیشه‌های ضدیهودی خو گرفته بود و پیوند مستقیمی میان پوگرومهای سده‌های میانی و اردوگاه‌های مرگ نازی‌ها وجود داشت.
نیمه دوم سده ۱۹ میلادی شاهد برآمدن آلمان و اتریش-مجارستان از جنبش فلکیش در نتیجه اندیشه‌های کسانی چون هیوستون استیوارت چمبرلین و پل د لاگارد بود. این جنبش بر پایهٔ گونه‌ای نژادپرستی شبه‌دانش‌وارانه شکل گرفته بود که یهودیان را نژادی در ستیز همیشگی با نژاد آریایی برای تسلط بر جهان به تصویر می‌کشید. یهودی‌ستیزی ولکیش ریشه در یهودی‌ستیزی مسیحی داشت، اما تفاوتش با آن در این بود که یهودیان را نه دینی دیگرگون که نژادی متفاوت در نظر می‌گرفت.
در سخنرانی‌ای در برابر رایشتاگ در ۱۸۹۵، هرمان آلوارت رهبر فلکیش یهودیان را «مهاجمان» و «باسیلهای وبا» یی نامید که باید برای مصلحت مردم آلمان «پاکسازی شوند». هاینریش کلاوس، رهبر گروه فلکیش آلدویچر فرباند، در کتاب پرفروش خود به نام Wenn ich der Kaiser wär (اگر من قیصر بودم) به سال ۱۹۱۲ درخواست می‌کند تا یهودیان آلمان از شهروندی کنار زده شوند و به جایگاه Fremdenrecht (خارجی و بیگانه) تنزل پیدا کنند. کلاوس همچنین خواستار آن شد تا یهودیان آلمان از همهٔ جوانب زندگی در آلمان، ازجمله داشتن املاک، داشتن دفتر کار، یا مشارکت در روزنامه‌نگاری، بانکداری و شغل‌های آزاد منع شوند. او یهودی را کسی تعریف کرد که تا روز اعلام امپراتوری آلمان در ۱۸۷۱ عضو دین یهود بوده باشد، یا کمینه یکی از پدربزرگ یا مادربزرگ‌هایش یهودی بوده باشند.
در طی امپراتوری آلمان، اندیشه‌های فلکیش و نژادپرستی شبه‌دانش‌وارانه آن بیشتر و بیشتر فراگیر و معمول شدند و در سراسر آلمان پذیرش یافتند، به گونه‌ای که به‌ویژه طبقات اجتماعی تحصیل‌کرده کشور باور نابرابری انسان‌ها را پذیرفته بودند. اگرچه احزاب فلکیش در انتخابات ۱۹۱۲ رایشتاگ شکست خوردند و همگی برچیده شدند، اما یهودی‌ستیزی وارد ارکان و برنامه‌های حزب‌های سیاسی شده بود. حزب ملی سوسیالیست کارگران آلمان یا نازی (Nazi) که در سال ۱۹۲۰ پایه‌گذاری شد از جمله انشعابات جنبش فلکیش بود و همان یهودی‌ستیزی را دنبال می‌کرد.
پیشرفت‌های علمی و فناوری چشمگیر در پایان سده ۱۹ و آغاز سده ۲۰ میلادی در آلمان به همراه بالا رفتن ثروت ملی باعث پدید آمدن امید بسیار دربارهٔ رسیدن نهایی به آرمان‌شهری شد که در آن مشکلات اجتماعی توان حل شدن می‌یافتند. در همین هنگام اندیشه‌ای نژادپرستانه، باورمند به نگرش فرگشتی در اجتماع، و اصلاح نژادی که عده‌ای از مردم را از دید زیست‌شناسانه برتر از دیگران قرار می‌داد، متداول بود. دتلف پوکرت، تاریخ‌دان، می‌گوید که شوآ نتیجه یهودی‌ستیزی صرف نبود بلکه محصول «رادیکال شدن‌های جمع‌شونده» ای بود که در آن «جریان‌های پرشمار کوچک» باعث ایجاد «جریانی عظیم» شدند که در پایان به کشتار انجامید. پس از جنگ جهانی نخست، خوشبینی پیش از جنگ جای خود را عدم توهمی میان بوروکرات‌های آلمانی‌ای داد که پی برده بودند مشکلات اجتماعی حل‌ناپذیرتر از آنچه بودند که تصور می‌شد. چنین چیزی باعث پدید آمدن این باور شد که راه حل باید در نگاه داشتن آنانی باشد که از لحاظ زیستی «مناسب‌ترند» و خلاص شدن از شر آنانی که «نامناسب» تشخیص داده می‌شوند.
مشکلات اقتصادی ناشی از رکود بزرگ باعث شدند که بسیاری در بخش پزشکی آلمان به سوی پشتیبانی از اندیشه هومرگسازی بیماران روانی و از کار افتاده نادرمان حرکت کنند تا پول «هدر رفته» برای آنان صرف بیماران دیگر شود. تا هنگام بر سر کار آمدن رژیم نازی در ۱۹۳۳، جامعه آلمان به واقع دارای میلی پنهان به نگه داشتن «ارزش‌مندان» نژادی و از میان بردن نژادهای «بی‌ارزش و نامطلوب» بود.
هیتلر به آشکارا دربارهٔ بیزاریش از یهودیان سخن می‌گفت. در کتاب خود نبرد من، او سخن از قصد خود برای بیرون راندن یهودیان از عرصه سیاسی، اندیشه‌ای، و فرهنگی آلمان سخن می‌گوید. او البته نمی‌نویسد که می‌خواهد یهودیان را پاکسازی کند، اما روایت‌ها حاکی از آن هستند که در خلوت لحن آشکارتری پیدا می‌کرد. گفته می‌شود که او حتی در ۱۹۲۲ به سرهنگ یوزف هل می‌گوید:
هنگامی که من به قدرت برسم، نخستین و بااولویت‌ترین کارم از میان بردن یهودیان خواهد بود. بلافاصله پس از آن که تواناییش را به دست آورم، ردیف ردیف چوبه دار — برای نمونه در مارین‌پلاتز مونیخ — تا هر حدی که ترافیک اجازه دهد بر پا خواهم کرد. سپس یهودیان بی هیچ تفاوتی به دار آویخته خواهند شد و تا آن گاهی که [بدنشان] بو بگیرد آن بالا خواهند ماند؛ آنان تا هنگامی که ضوابط بهداشتی اجازه دهند آنجا خواهند ماند. بلافاصله پس از آنکه آن‌ها پایین آورده شدند نوبت ردیف بعدی خواهد بود و این پاکسازی همین‌طور تا به آخرین یهودی‌ای که در مونیخ هست ادامه خواهد یافت. شهرهای دیگر نیز به همین شکل، دقیقاً به همین شیوه، تا آنکه سراسر خاک آلمان از یهودیان پاک شود.

### تعقیب قضایی و تبعید
بلافاصله پس از به قدرت رسیدن رایش سوم، رهبران نازی مدعی ایجاد Volksgemeinschaft (به معنای «اجتماع ملت») شدند. سیاست‌های نازی مردم را به دو گروه تقسیم می‌کردند: آنانی که Volksgenossen (رفقای ملی) بودند و عضو Volksgemeinschaft، و آنانی که Gemeinschaftsfremde (بیگانگان اجتماع) خوانده می‌شدند. سیاست‌های سرکوب نازی مردم را به سه شاخه دشمن تقسیم می‌کردند، دشمنان «نژادی» که یهودیان و کولی‌هایی بودند که به خاطر «خونشان» دشمن بودند؛ مخالفان سیاسی همچون مارکسیست‌ها، لیبرال‌ها، و مسیحیان، و آنانی که به نحوی بیرون از رفقای ملی قلمداد می‌شدند؛ و در پایان مخالفان اخلاقی‌ای چون همجنسگرایان، آنانی که به سر کار نمی‌رفتند، و خلافکاران. دو گروه آخر برای «ادب کردن دوباره» به اردوگاه‌های کار فرستاده می‌شدند و هدف آن بود که در پایان جذب Volksgemeinschaft شوند، اگرچه برخی مخالفان اخلاقی پیش از رها شدن عقیم می‌شدند چرا که از دیدگاه نژادی «پست‌تر» قلمداد می‌شدند.
دشمنان نژادی همچون یهودیان طلق تعریف جزئی از Volksgemeinschaft به‌شمار نمی‌آمدند؛ از این رو آن‌ها باید به کلی از جامعه پاک می‌شدند. دتلف پوکرت، تاریخ‌دان آلمانی، می‌نویسد که هدف ناسیونال سوسیالیست‌ها آن بود که آرمان‌شهری از گونه Volksgemeinschaft بسازند که در آن همه چیز زیرنظر پلیس بود و هر عملی از سوی ناراضیان در آن با سختی برخورد می‌شد. او بخشی از مدرک «رفتار با بیگانگان جامعه» را نقل می‌کند که در آن «آنانی که… نتوانند کمترین تلاشی از خود برای ساختن با کمینه نیازهای جامعه ملی را نشان ندهند» زیر پیگرد پلیس قرار می‌گرفتند و در صورت آنکه به اصلاح خود نمی‌پرداختند به اردوگاه‌های کار اجباری فرستاده می‌شدند.

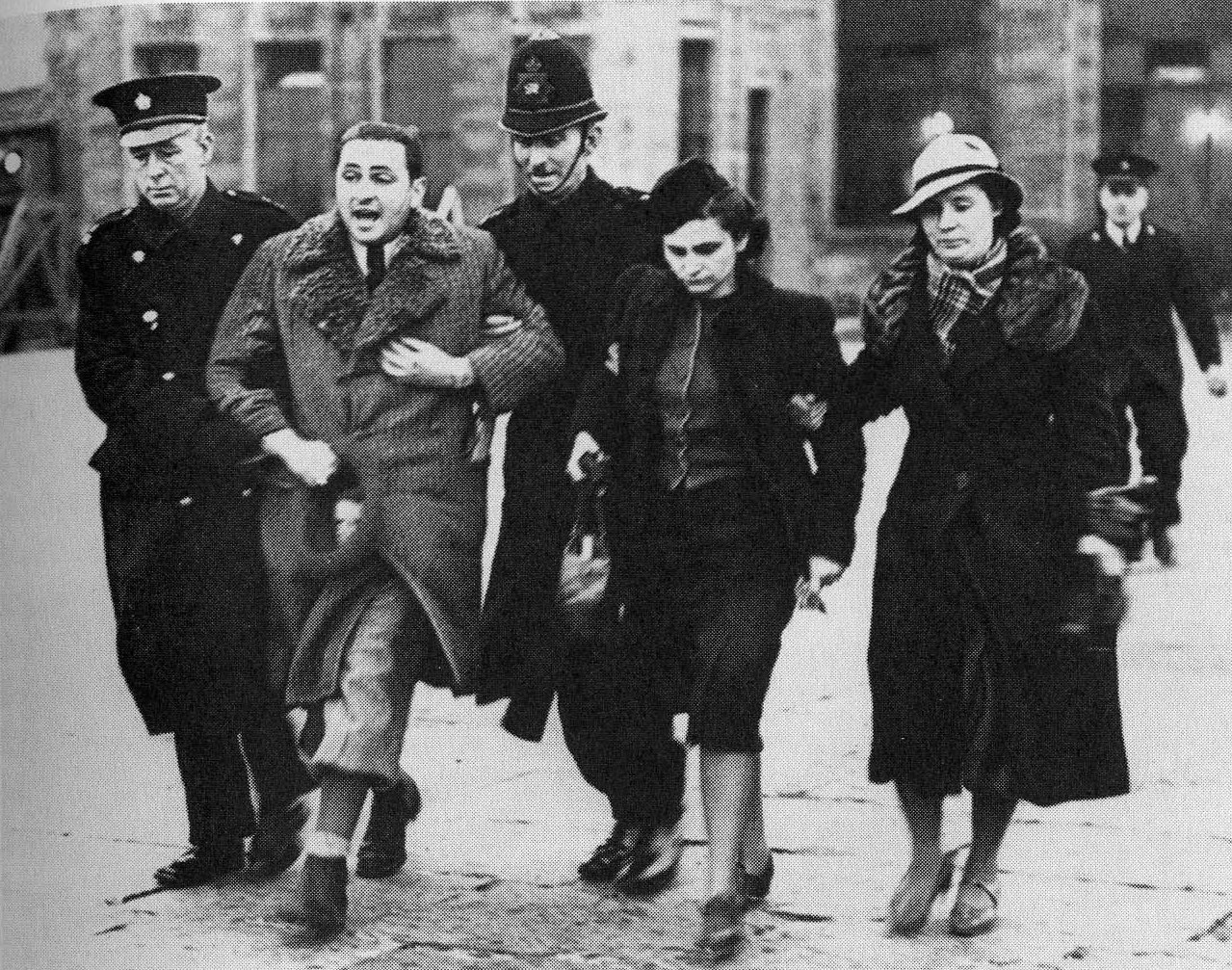
پناهندگان یهودی از چک‌اسلواکی در مارس ۱۹۳۹ توسط پلیس بریتانیا در فرودگاه کرویدون دستگیر می‌شوند. آن‌ها سپس در پروازی به مقصد ورشو گذاشته شدند.

با نزدیک شدن به انتخابات رایشتاگ در مارس ۱۹۳۳، نازی‌ها کارزار خشونت خود علیه مخالفان را شدت بخشیدند. آنان با کمک مسوولان محلی چندین اردوگاه کار برپا کردند که از آن‌ها برای زندانی کردن مخالفان بهره گرفته می‌شد. از نخستین این اردوگاه‌ها داخائو بود که در ۹ مارس ۱۹۳۳ گشایش یافت. در آغاز این اردوگاه حاوی کمونیست‌ها و سوسیال دموکرات‌ها بود. هدف نخست از این اردوگاه به هراس انداختن آن آلمانی‌هایی بود که با Volksgemeinschaft همدلی نداشتند. زندانیان اردوگاه شامل آنانی می‌شدند که «تربیت‌پذیر» بودند و می‌توانستند با شکسته شدن به «جامعه ملی» بازگردانده شوند، و نیز کسانی که «فاسد زیستی» بودند و باید عقیم می‌شدند. اینان تا همیشه در اردوگاه نگه داشته می‌شدند و با گذشت زمان هر چه بیشتر در روند پاکسازی از راه کار اجباری، یعنی کار کشیدن تا حد مرگ، کشته می‌شدند.
در طی دهه ۱۹۳۰، حقوق قضایی، اقتصادی، و اجتماعی یهودیان به آرامی محدود و محدودتر می‌شدند. قوانین گوناگونی بر روی کار پزشکان، کشاورزی، و غیره یهودیان را از مشارکت در بخش‌های جامعه منع می‌کردند. وکیلان یهودی از وکالت کنار گذاشته می‌شدند و در درسدن آنان را از دفترهای کارشان بیرون آورده، کتک می‌زدند. به دلیل پافشاری رئیس‌جمهور وقت، پاول فون هیندنبورگ، هیتلر استثنایی افزود که آن کهنه‌سربازانی که خودشان یا آنانی که پدران یا فرزندانشان در جنگ جهانی نخست خدمت کرده بودند از قوانین ضدیهود معاف می‌شدند و می‌توانستند در پست‌های خود بمانند. او سپس در ۱۹۳۷ این دستور خود را لغو کرد. یهودیان از مدارس و دانشگاه‌ها کنار گذاشته شدند، حق عضویت در انجمن روزنامه‌نگاران نداشتند، و نمی‌توانستند دارنده یا ویراستار روزنامه باشند.
در ژوئیه ۱۹۳۳، قانون پیشگیری از تولد نوزاد دارای بیماری مادرزادی که عقیم‌سازی «دون» ها را اجباری می‌کرد به تصویب رسید. این قانون مهم به‌نژادی نازی‌ها باعث شد دادگاه‌های سلامت مادرزادی (به آلمانی: Erbgesundheitsgerichte) تشکیل شوند. این دادگاه‌ها مسوول عقیم شدن ۴۰۰٬۰۰۰ انسان بدون موافقتشان در طی حکومت نازی بودند.

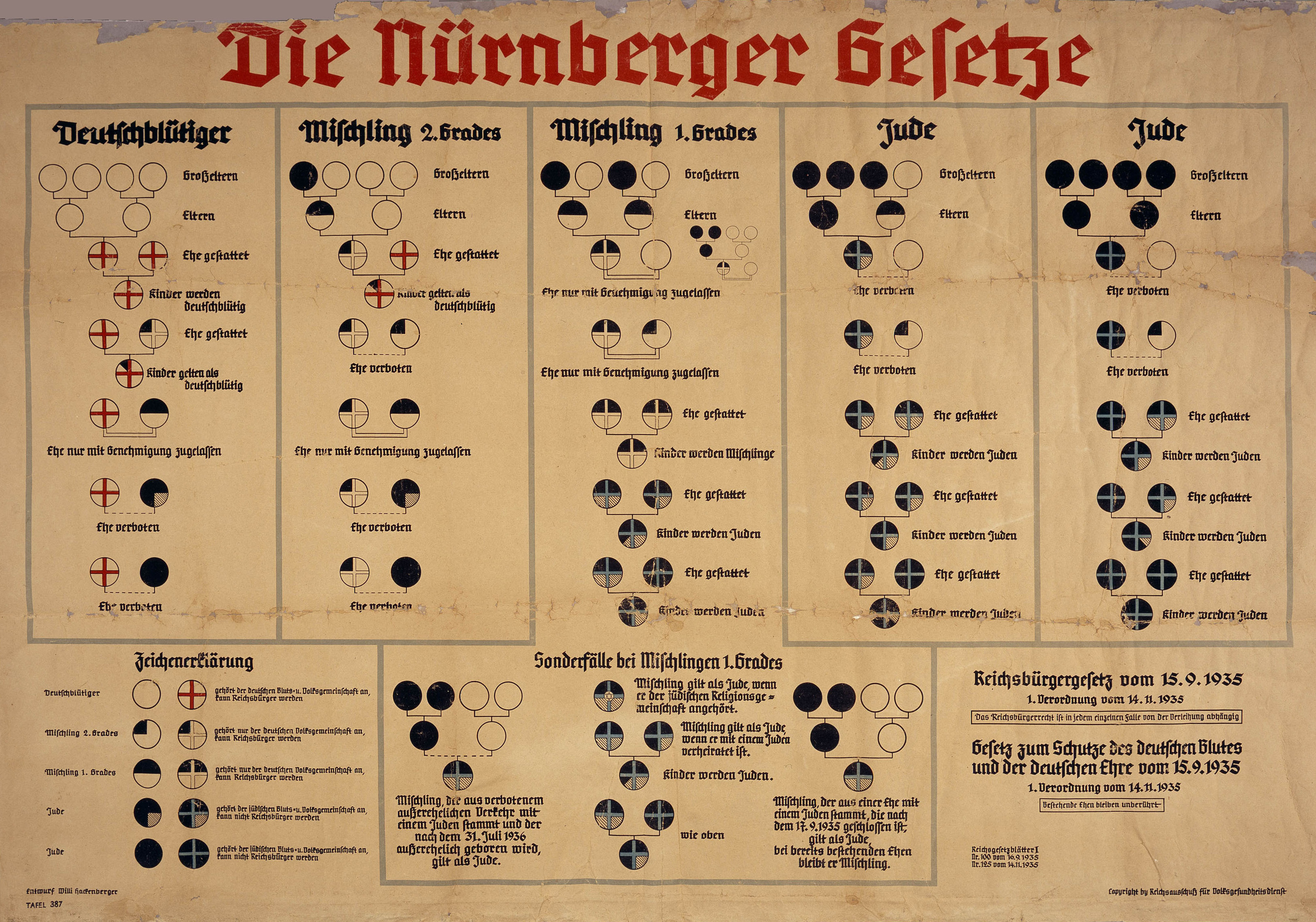
۱۹۳۵: تعریف نازی‌ها از یهودیان، میشلینگ، و آلمانی‌ها و پیامدهای قانونی آن بنابر قانون‌های نورنبرگ که در نویسه‌ای مربوط به سال ۱۹۳۵ خلاصه شده‌است.

در ۱۹۳۵، هیتلر قانون‌های نورنبرگ را معرفی کرد؛ قانون‌هایی که بر پایه‌شان: یهودی‌ها از ازدواج یا داشتن رابطه جنسی با «آریایی‌ها» منع می‌شدند (قانون پاسداری از خون آلمانی و شرف آلمانی)، یهودیان آلمانی تابعیت کشور را از دست می‌دادند و از همه حقوق مدنی خود محروم می‌شدند. هیتلر به‌ویژه «قانون خون» را «تلاش برای سر و سامان بخشی قانونی به یک مشکل، که در صورت شکست بیشتر در برخورد با آن باید به کل به راه حل نهایی حزب ناسیونال سوسیالیست منتقل شود» معرفی کرد. بنا به گفتهٔ او اگر «مشکل یهود» را نتوان توسط این قانون‌ها حل کرد، آنگاه «باید به شکل قانونی آن را به حزب ناسیونال سوسیالیست واگذار کرد تا راه حلی نهایی را به اجرا گذارد.» عبارت راه حل نهایی یا Endlösung از اینجا تبدیل به تکیه کلام نازی‌ها برای پاکسازی یهودیان شد. در ژانویه ۱۹۳۹، او در یک سخنرانی همگانی گفت: «اگر یهودی‌گری بین‌المللی-اقتصادی در درون و بیرون اروپا بار دیگر در کشاندن ملت‌ها به جنگ جهانی دیگری پیروز گردد، نتایج آن تنها بلشویک شدن زمین و در پی آن پیروزی یهودیان نخواهد بود، بلکه نابودی (vernichtung) نژاد یهود در اروپا خواهد بود.» تصاویر سخنرانی او برای ساخت فیلم تبلیغاتی ۱۹۴۰ نازی‌ها با نام یهودی ابدی (Der ewige Jude)، که هدفش ایجاد منطق برای نابودسازی یهودیان اروپا بود، مورد استفاده قرار گرفتند.
روشنفکران یهودی نخستین گروهی بودند که ترک کشور کردند. والتر بنیامین فیلسوف در ۱۸ مارس ۱۹۳۳ به پاریس رفت. لیون فویشتوانگر نویسنده به سوئیس رفت. برونو والتر نوازنده پس از آنکه به او گفته شد صحن فیلارمونیک برلین در صورتی که او کنسرتی در آن به اجرا گذارد به خاکستر تبدیل خواهد شد، ترک وطن کرد. آلبرت اینشتین، فیزیکدان نامی، که در سفر آمریکا بود در ۳۰ ژانویه ۱۹۳۳ به اوستند بلژیک بازگشت و دیگر پای به خاک آلمان نگذاشت. او که رویدادهای پیش آمده در آنجا را «بیماری روانی توده‌ها» خوانده بود از انجمن کایزر ویلهم و فرهنگستان علوم پروس بیرون انداخته شد و تابعیتش را، هنگامی که آلمان اتریش را در ۱۹۳۸ ناموجود خواند، از دست داد. زیگموند فروید و خانواده‌اش از وین به انگلستان مهاجرت کردند. سائول فریدلاندر می‌نویسد که هنگامی که ماکس لیبرمان، رئیس افتخاری فرهنگستان هنر پروس، از سمت خود کناره‌گیری کرد، حتی یک تن از همکارانش ابراز همدردی نکردند و او حتی تا هنگام مرگش در دو سال بعد نیز طرد شده بود. هنگامی که در ۱۹۴۳ پلیس برای دیپورت بیوهٔ ۸۵ ساله و در بستر افتادهٔ او آمد، زن برای آنکه دستگیر نشود با مصرف بیش از حد باربیتورات خودکشی کرد.

### شب بلورین (۱۹۳۸)
در ۷ نوامبر ۱۹۳۸، هرشل گرینشپان یهودی یکی از دیپلمات‌های آلمان نازی به نام ارنست فم رات را در پاریس به قتل رساند. این اتفاق باعث شد تا نازی‌ها از آن به‌عنوان دستاویزی برای شدت بخشیدن به تعقیب قضایی یهودیان در مقیاس گسترده بهره گیرند. آنچه که نازی‌ها از آن با عنوان «خشم همگانی» یاد می‌کنند در واقع موجی از پوگروم‌های ساختهٔ حزب نازی و اجرا شده توسط اعضای اس‌آ و وابستگان به آن‌ها بود که در سراسر آلمان آن هنگام – شامل جمهوری وایمار، اتریش، و سودتنلند – به اجرا درآمد. این برنامه‌ها با نام شب کریستالی (Reichskristallnacht به معنای «شب شیشهٔ شکسته») یا پوگروم‌های نوامبر شناخته شدند و در آن‌ها یهودیان و دارایی‌هایشان مورد حمله قرار گرفتند و به بیش از ۷٬۰۰۰ فروشگاه یهودی و ۱٬۶۶۸ کنیسه آسیب زده شد یا ویران شدند.
شمار تلفات این موج از حمله‌ها بنابر گفته مقامات ۹۱ تن بود، اگرچه احتمال می‌رود که بسیار بیشتر از آن بوده باشند. ۳۰٬۰۰۰ یهودی به اردوگاه‌های داخائو، زاکسن‌هاوزن، بوخن‌والد، و اورانیبورگ فرستاده شدند و برای چندین هفته در آنجا نگهداری شدند تا هنگامی که تنها با شرط پذیرش مهاجرت در آینده نزدیک یا واگذاری داراییشان به حزب نازی توانایی آزادشدن را پیدا می‌کردند. شب‌های بلورین مصادف شده بودند با تصویب قوانین ضد مالکیت اسلحه از سوی یهودیان، که یهودیان را از داشتن اسلحه گرم یا دیگر جنگ‌افزارها منع می‌کرد. یهودیانی که در معرض پوگروم قرار گرفته بودند ناچار به پرداخت خسارت‌های حاصل از آن می‌شدند و این میزان به هزاران رایش‌مارک می‌رسید. چنین برخوردهایی مهاجرت یهودیان از آلمان را شتاب بخشید، اگرچه روال زندگی همگانی یهودیان در آن کشور هنوز برقرار بود.

### کوچ اجباری و اخراج

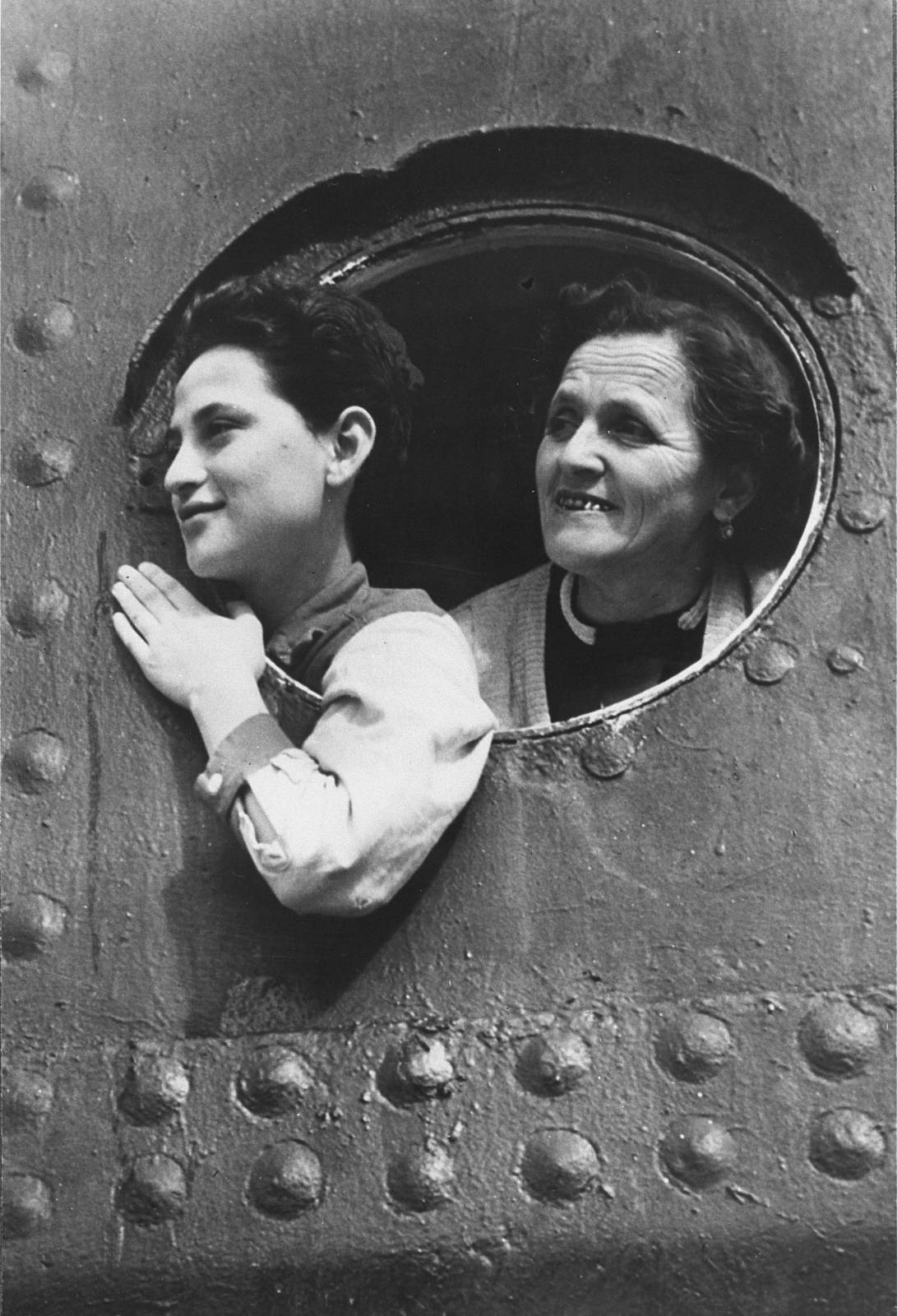
۹۳۰ آواره یهودی سوار بر کشتی ام‌اس سنت لوئیس از ورود به خاک کوبا، ایالات متحده، و کانادا منع شدند. این کشتی ناچار به بازگشت به اروپا شد.

پیش از جنگ، نازی‌ها تصمیم گرفتند جمعیت یهودی آلمان (و پس از آن کل اروپا) را به صورت انبوه از آن سرزمین کوچ دهند. موافقت هیتلر با طرح ۱۹۳۸–۹ برای بررسی کوچ هزاران یهودی از مناطق زیر سلطه آلمان برای مدتی نشان از این دارد که طرح برنامه‌ریزی‌شده برای کشتار گسترده یهودیان تا آن هنگام هنوز ریخته نشده بود.
طرح بازپس‌گیری مستعمرات پیشین آلمان از جمله تانگانیکا و آفریقای جنوب شرقی برای اسکان یهودیان توسط هیتلر به تعویق انداخته شد، چراکه به باور او هر آنجا که «چندین خون قهرمانان آلمان ریخته شده‌است» نباید زیستگاه «بدترین دشمنان آلمان» شود. در این هنگام تلاش‌هایی دیپلماتیک برای ترغیب دیگر قدرت‌های مستعمره‌دار چون انگلستان و فرانسه به منظور پذیرش یهودیان اخراج شده صورت گرفتند. مناطقی که برای این منظور پیشنهاد شده بودند شامل فلسطین تحت حاکمیت انگلیس، اتیوپی ایتالیا، رودزیای انگلیس، ماداگاسکار فرانسه، و استرالیا بود.
از میان این مناطق، ماداگاسکار بیشتر از همه به صورت جدی مطرح شد. هایدریش آنچه را که طرح ماداگاسکار نامیده می‌شد، «راه حل نهایی قلمرویی» نامید؛ این منطقهٔ جزیره‌ای بسیار دورافتاده و با آب و هوای نامناسب باعث سریع‌تر شدن مرگ‌ها می‌شد. با موافقت هیتلر در ۱۹۳۸، طرح بازاسکان توسط دفتر آدولف آیشمان به اجرا گذاشته شد اما با آغاز کشتار گسترده یهودیان در ۱۹۴۱ این طرح کنار گذاشته شد. با نگاه به گذشته می‌توان دریافت که این طرح گام روانی مهمی به سوی هولوکاست بود. پایان طرح ماداگاسکار در ۱۰ فوریه ۱۹۴۲ اعلام شد. دفتر روابط خارجه آلمان توضیح رسمی خود را به این صورت اعلام کرد که به دلیل جنگ با شوروی «[یهودیان] به شرق فرستاده می‌شوند».
دولت‌مردان نازی همچنین طرحی ارائه داده بودند که بر پایه آن یهودیان اروپا به سیبری فرستاده شوند. فلسطین تنها نقطه‌ای بود که طرح‌های بازاسکان نازی‌ها توانستند در آن موفقیت چشمگیر به‌دست آورند؛ توسط قراردادی که در سال ۱۹۳۳ میان فدراسیون صهیونیست آلمان (die Zionistische Vereinigung für Deutschland) و دولت نازی با نام قرارداد هاوارا امضا شد. این قرارداد منجر به ارسال ۶۰٬۰۰۰ یهودی آلمانی و ۱۰۰ میلیون دلار از آلمان به فلسطین شد، اگرچه با آغاز جنگ جهانی دوم به پایان رسید.

## آغاز جنگ جهانی دوم

### اشغال لهستان

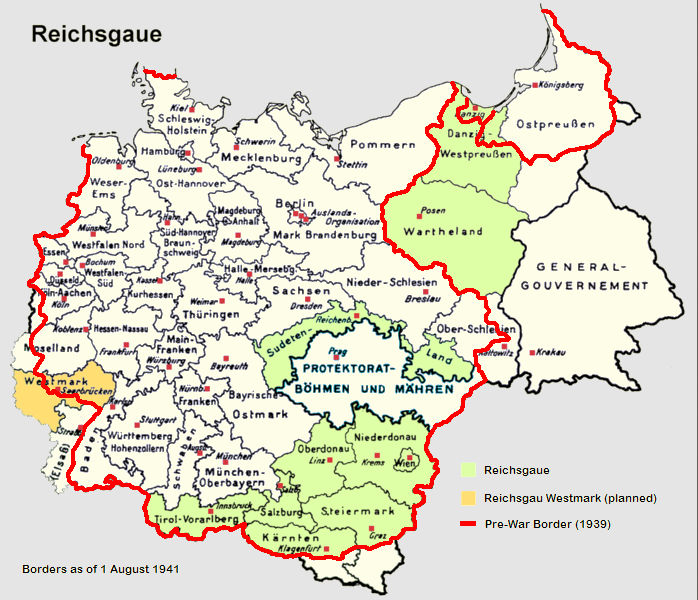
آلمان نازی در ۱۹۴۱، شامل مناطق جداشده از لهستان و مناطق دولت عمومی

اشغال لهستان توسط آلمان در سپتامبر ۱۹۳۹ باعث به چشم آمدن بیشتر ضرورت پاسخ به «پرسش یهود» شد. لهستان سرزمین نزدیک به دو میلیون یهودی (نزدیک ۹ درصد کل جمعیت آن هنگام) بود و جوامع یهودی در آن سده‌ها تاریخ داشتند. دو سوم این جوامع پس از اشغال به زیر سلطهٔ آلمان نازی رفتند و بخش دیگر نیز پس از ۱۷ سپتامبر آن سال زیر سلطه اتحاد جماهیر شوروی قرار گرفتند. ارتش آلمان، یا ورماخت، توسط هفت گردان ویژه آینزاتس‌گروپن نیروهای اس‌اس، و آینزاتس‌کماندو با شمار کل ۳٬۰۰۰ نیرو همراهی می‌شد. این نیروها مسئولیت پشتیبانی از ارتش در عقب سنگرها و مبارزه با «همه عناصر ضدآلمانی دشمن» را داشتند. بیشتر فرماندهان آینزاتس‌گروپن متخصص و ۱۵ نفر از ۲۵ رهبر ایشان دارای دکترای تخصصی بودند. تا ۲۹ اوت آن سال، یعنی ۲ روز پیش از تهاجم، این نیروها فهرستی ۳۰٬۰۰۰ نفره از مردم برای فرستادن به اردگاه‌ها تهیه کرده بودند. در هفته نخست تهاجم، هر روز ۲۰۰ نفر به جوخه اعدام سپرده می‌شدند.
راینهارد هایدریش، فرماندار بوهم و موراوی، پیشنهاد نگهداری یهودیان لهستان در گتوهایی در شهرهای اصلی را داد؛ جایی که در آن یهودیان برای کار در مراکز صنعتی جنگی آلمان بهره گرفته می‌شدند. گتوها را در شهرهایی که دارای دسترسی به سامانه خط آهن بودند قرار دادند تا به گفتهٔ هایدریش، «در آینده امکان اخراج و کنترل [یهودیان] بهتر فراهم باشد». در جریان بازجویی آدولف آیشمان در ۱۹۶۱، او به یاد می‌آورد که منظور از این «اخراج در آینده»، همان «پاکسازی فیزیکی» بوده‌است.
من هیچ فرمانی دربارهٔ یهودیان صادر نکردم، مگر آنکه آن‌ها باید از روی زمین محو شوند.— هانس فرانک، فرماندار لهستان اشغالی، 
آلمانی‌ها شروع به فرستادن یهودیان ساکن در قلمروهای تازه‌اشغال‌شده خود (از جمله اتریش، چک‌اسلوواکی، و لهستان غربی) به مرکز لهستان کردند – جایی که ایشان از آن با نام دولت عمومی یاد می‌کردند. برای آسان‌سازی اخراج یهودیان، ایشان در گتوهایی در شهرهای اصلی نگهداری می‌شدند. آلمانی‌ها برنامه‌ای را برای اسکان یهودیان در جنوب شرقی لهستان در کمپ نیسکو داشتند، اما این طرح با مخالفت هانس فرانک فرماندار ارشد جدید دولت عمومی مواجه شد. در نیمه اکتبر ۱۹۴۰، این طرح دوباره بررسی شد و این بار قرار شد یهودیان در لوبلین اسکان داده شوند. کوچ اجباری تا ژانویه ۱۹۴۱ تحت نظارت افسر اس‌اس اودیلو گلوبوکنیک ادامه داشت، اما به دلیل مشکلات سیاسی و تدارکاتی ادامه پیدا نکرد.

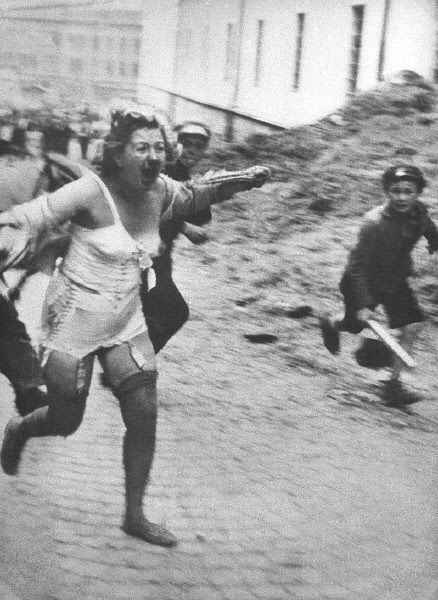
زنی در طی پوگروم لووف در ژوئیه ۱۹۴۱ از سوی جوانان مورد حمله قرار می‌گیرد.

پوگروم‌های ضدیهودی در لهستان پیش از جنگ نیز وجود داشتند، از جمله در ۱۰۰ شهرستان میان ۱۹۳۵ تا ۱۹۳۷، و نیز ۱۹۳۸. در ژوئن و ژوئیه ۱۹۴۱، و در طی پوگروم‌های لووف (هم‌اکنون در لووف، اوکراین)، نزدیک به ۶٬۰۰۰ یهودی در خیابان‌ها توسط مردم محلی و نیروهای شبه‌نظامی مردمی اوکراین به قتل رسیدند. ۲٬۵۰۰ تا ۳٬۵۰۰ یهودی دیگر نیز در تیراندازی‌های دسته‌جمعی توسط آینزاتس‌گروپن C کشته شدند. طی پوگروم یدوابنه در ۱۰ ژوئیه ۱۹۴۱، گروهی از لهستانی‌ها در یدوابنه دست به کشتار جمعیت یهودی محل و زنده به آتش کشیدن ایشان در یک طویله زدند. احتمال می‌رود که این حمله توسط پلیس مخفی آلمان (زیکِهایتِسْدینْتْسْ) مهندسی شده باشد.

#### گتوها
آلمانی‌ها در مناطق دولت عمومی و نیز مناطق مورد اختلاف دست به برپایی گتوهای یهودی‌نشین زدند. این گتوها از جهان بیرون جدا شده بودند. در اوایل ۱۹۴۱، گتوی ورشو دارای ۴۴۵٬۰۰۰ ساکن بود که ۱۳۰٬۰۰۰ نفر از ایشان از مناطق دیگری آورده شده بودند، و دومین گتوی بزرگ، گتو ووچ، نیز ۱۶۰٬۰۰۰ نفر سکنه داشت. اگرچه گتوی ورشو ۳۰ درصد جمعیت شهر را در خود داشت، تنها ۲٫۵ درصد مساحت شهر به خود اختصاص می‌داد، وبه صورت میانگین ۹ نفر در هر اتاق زندگی می‌کردند. ازدحام بیش از حد، بهداشت پایین و کمبود غذا هزاران نفر را کشت. بیش از ۴۳٬۰۰۰ تن از سکنه در ۱۹۴۱ کشته شدند.
بنا بر نامه‌ای به تاریخ ۲۱ سپتامبر ۱۹۳۹ از سوی راینهارت هایدریش، اوبرگروپنفورر اس‌اس و رئیس اداره اصلی امنیت رایش، هر گتو باید توسط یک Judenräte یا «شورای ارشدان یهودی» اداره می‌شد که شامل ۲۴ مرد یهودی محلی و دارای نفوذ بود. یودنرات مسوول امور روزانه گتو شامل پخش کردن غذا، آب، دارو، و اسکان بود. آلمان‌ها همچنین مسوولیت توقیف دارایی‌های ساکنان، سازمان دادن به کار اجباری، و در نهایت آسان‌سازی اخراج اجباری به اردوگاه‌های پاکسازی را به این شوراها سپرده بودند.

### تهاجم به دانمارک و نروژ
آلمان در ۹ آوریل ۱۹۴۰ و در طی عملیات وزراوبونگ به نروژ و دانمارک حمله کرد. دانمارک بسیار سریع تصرف شد و زمان برای تشکیل مقاومت وجود نداشت. از این رو دولت دانمارک در قدرت ماند و آلمان‌ها تصمیم گرفتند به همکاری با آن بپردازند. این باعث شد که تا پیش از ۱۹۴۲ تدابیر کمی بر ضد یهودیان دانمارک اتخاذ شود. تا ژوئن ۱۹۴۰ نیز نروژ به کل به تصرف درآمد. تا پایان آن سال، جمعیت یهودی ۱٬۸۰۰ نفره نروژ از برخی شغل‌ها محروم شدند و در ۱۹۴۱ همه یهودیان می‌بایست خانه‌های خود را به ثبت دولت می‌رساندند. در نوامبر ۱۹۴۱، ۵۳۲ یهودی در اسلو توسط افسران پلیس دستگیر و توسط کشتی به آلمان فرستاده شدند. در آلمان، ایشان با قطار مستقیم به آشویتس فرستاده شدند. به گفته دن استون تنها ۹ تن از ایشان از جنگ جان سالم به در بردند.

### تهاجم به فرانسه و دیگر کشورهای نزدیک
همچنین: خاطرات یک دختر جوان و به‌صف‌کشی ول دیو

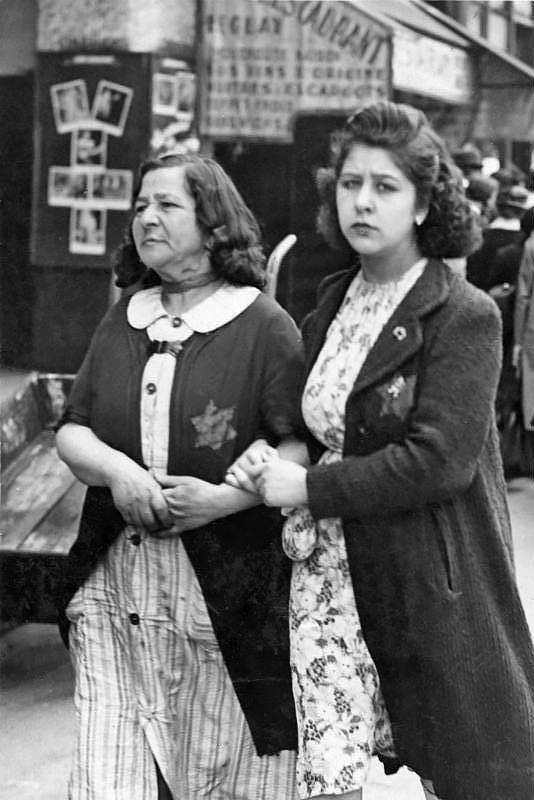
زنان یهودی در پاریس تحت اشغال در حالی که نشان زردرنگ بر لباس خود گذاشته‌اند، ژوئن ۱۹۴۲

در مه ۱۹۴۰، آلمان به هلند، لوکزامبورگ، بلژیک، و فرانسه حمله کرد. با تسلیم بلژیک، این کشور توسط یک فرماندار نظامی آلمانی، الکزاندر فون فالکن‌هاوزن، اداره می‌شد و او تدابیری بر ضد ۹۰٬۰۰۰ یهودی ساکن اجرا کرد؛ بسیاری از کسانی که خود آوارگان از آلمان یا اروپای شرقی بودند. در هلند، آلمانی‌ها آرتور زایس-اینکوارت را به عنوان رایش‌کومیسار گماشتند و وی به تعقیب ۱۴۰٬۰۰۰ یهودی آن کشور پرداخت. یهودیان از کارهای خود احراج می‌شدند و می‌بایست به ثبت دولت می‌رسیدند. در فوریه ۱۹۴۱، شهروندان غیریهودی هلندی تظاهراتی برای اعتراض به این روند ترتیب دادند که به سرعت خوابانده شد. از ژوئیه ۱۹۴۲ به بعد، بیش از ۱۰۷٬۰۰۰ یهودی هلندی اخراج شدند و تنها ۵٬۰۰۰ از جنگ جان سالم به در بردند. بیشتر ایشان به آشویتس فرستاده شدند و در ۱۵ ژوئیه ۱۹۴۲ نخستین قطار حامل یهودیان هلندی به آنجا شمار ۱٬۱۳۵ نفر را با خود از هلند بیرون برد. میان ۲ مارس تا ۲۰ ژوئیه ۱۹۴۳، ۳۴٬۳۱۳ یهودی با ۱۹ قطار به اردوگاه مرگ سوبیبور فرستاده شدند و احتمالاً از میان ایشان ۱۸ نفر در هنگام ورود به اتاق‌های گاز رفتند.
فرانسه نزدیک به ۳۰۰٬۰۰۰ یهودی داشت که میان مناطق تحت اشغال آلمان در شمال و مناطق جنوبی اشغال‌نشده اما مطیع آلمان در فرانسه ویشی پخش بودند. مناطق اشغالی زیرنظر یک فرماندار نظامی قرار داشتند و در آنجا تدابیر ضدیهودی به سرعت مناطق کنترلی توسط ویشی اجرا نشدند. در ژوئیه ۱۹۴۰، یهودیان در در مناطق آلزاس-لورن که توسط آلمان به خاک آن کشور افزوده شده بودند از آنجا اخراج و به فرانسه ویشی فرستاده شدند. دولت فرانسه ویشی تدابیر ضدیهودی را در الجزایر فرانسه، تونس و مراکش اجرا کرد. تونس ۸۵٬۰۰۰ یهودی داشت که با ورود آلمانی‌ها و ایتالیایی‌ها در نوامبر ۱۹۴۲، ۵٬۰۰۰ تن از ایشان به کار اجباری گرفته شدند.
سقوط فرانسه به طرح ماداگاسکار در تابستان ۱۹۴۰ قوت بخشید؛ طرحی که بر پایه آن همه یهودیان اروپا به ماداگاسکار تحت کنترل فرانسه فرستاده می‌شدند تا شرایط سخت زندگی مرگشان را تسریع کند. چندین رهبر لهستان، فرانسه و بریتانیا نیز این ایده را در سال‌های ۱۹۳۰ و نیز آلمانی‌ها از ۱۹۳۸ مطرح کرده بودند. دفتر آدولف هیتلر نیز به بررسی آن پرداخت، اما مدرکی از برنامه‌ریزی برای آن تا پیش از سقوط فرانسه در ژوئن ۱۹۴۰ در دست نیست. ناتوانی آلمان در شکست بریتانیا مانع از انتقال گسترده یهودیان از راه دریا به ماداگاسکار می‌شد، و وزارت خارجه طرح را در فوریه ۱۹۴۲ مختومه کرد.

### تهاجم به یوگسلاوی و یونان
در آوریل ۱۹۴۱، آلمان به یوگسلاوی و یونان حمله کرد، و این دو کشور تا پایان آن ماه تسلیم شند. آلمان و ایتالیا یونان را به بخش‌های تحت اشغال تقسیم کردند اما آن را از حیث کشور بودن نینداخت. یوگسلاوی که دارای ۸۰٬۰۰۰ یهودی بود نیز تکه‌تکه شد و مناطق شمالی به خاک آلمان پیوستند و مناطق کنار دریا به خاک ایتالیا. باقی کشور نیز میان دولت دست‌نشانده مستقل کرواسی و صربستان، که خود توسط ترکیبی از شبه‌نظامیان و فرمانداری پلیسی اداره می‌شد، تقسیم شد. صربستان در اوت ۱۹۴۲ عاری از یهود (Judenfrei) اعلام شد. حزب در قدرت کرواسی وقت، اوستاشه، بیشتر یهودیان کشور را کشت و صرب‌های محلی مسیحی ارتودوکس و مسلمانان را یا کشت یا اخراج کرد. در ۱۸ آوریل ۱۹۴۴، کرواسی نیز عاری از یهود اعلام شد. به گفته بلک، یهودیان و صرب‌ها هر دو «به ضرب کشته یا در طویله‌ها به آتش کشیده شدند». اما تفاوت میان روش اوستاشه با آلمانی‌ها و کروات‌ها در این بود که اوستاشه به ساکنان یهودی و صرب این اجازه را می‌داد که دین خود را عوض کنند تا از مرگ برهند. به گفته یوزو توماس‌ویچ از ۱۱۵ اجتماع دینی یهودی در یوگسلاوی تنها اجتماع‌های زاگرب توانستند از جنگ جان سالم به در برند.

### تهاجم به روسیه شوروی

#### دلایل
آلمان در ۲۲ ژوئن ۱۹۴۱ به اتحاد جماهیر شوروی حمله کرد؛ روزی که به گفته تیموتی اسنایدر «از جمله مهم‌ترین رویدادهای تاریخ اروپا بود … و آغازی بر فلاکتی فرای توصیف.» یورگن ماتاوس از آن به عنوان «جهشی کوانتومی به سوی هولوکاست» یاد می‌کند. دستگاه تبلیغات آلمان تلاش می‌کرد این حمله را جنگ میان سوسیالیسم ملی آلمان و بلشویسم یهودی و نیز جنگ نژادی آلمان ضد یهودیان، رومانیایی‌ها، و اسلاوهای دون‌انسان نمایش دهد. به باور تاریخ‌دان انگلیسی، دیوید سسرانی، دلیل این حمله بیشتر نیاز به منابع از جمله زمین‌های کشاورزی، منابع طبیعی برای کارخانه‌های آلمان، و نیز کنترل بر بزرگ‌ترین میدان‌های نفتی اروپا بود. اما به همین دلیل که شوروی به بزرگ‌ترین منابع اروپا دسترسی داشتند «نیاز به آن بود که پیروزی به سرعت شکل گیرد.» به گفته ماتاوس، میان اوایل پاییز ۱۹۴۱ تا اواخر بهار ۱۹۴۲، ۲ میلیون از ۳٫۵ میلیون سرباز شوروی اسیر شده توسط ورماخت یا اعدام شده بودند یا به دلیل عدم توجه به نیازهای پزشکی و بدرفتاری کشته شدند. تا ۱۹۴۴ شمار کشته شدگان شوروی کمینه ۲۰ میلیون نفر بود.

#### کشتارهای دسته‌جمعی

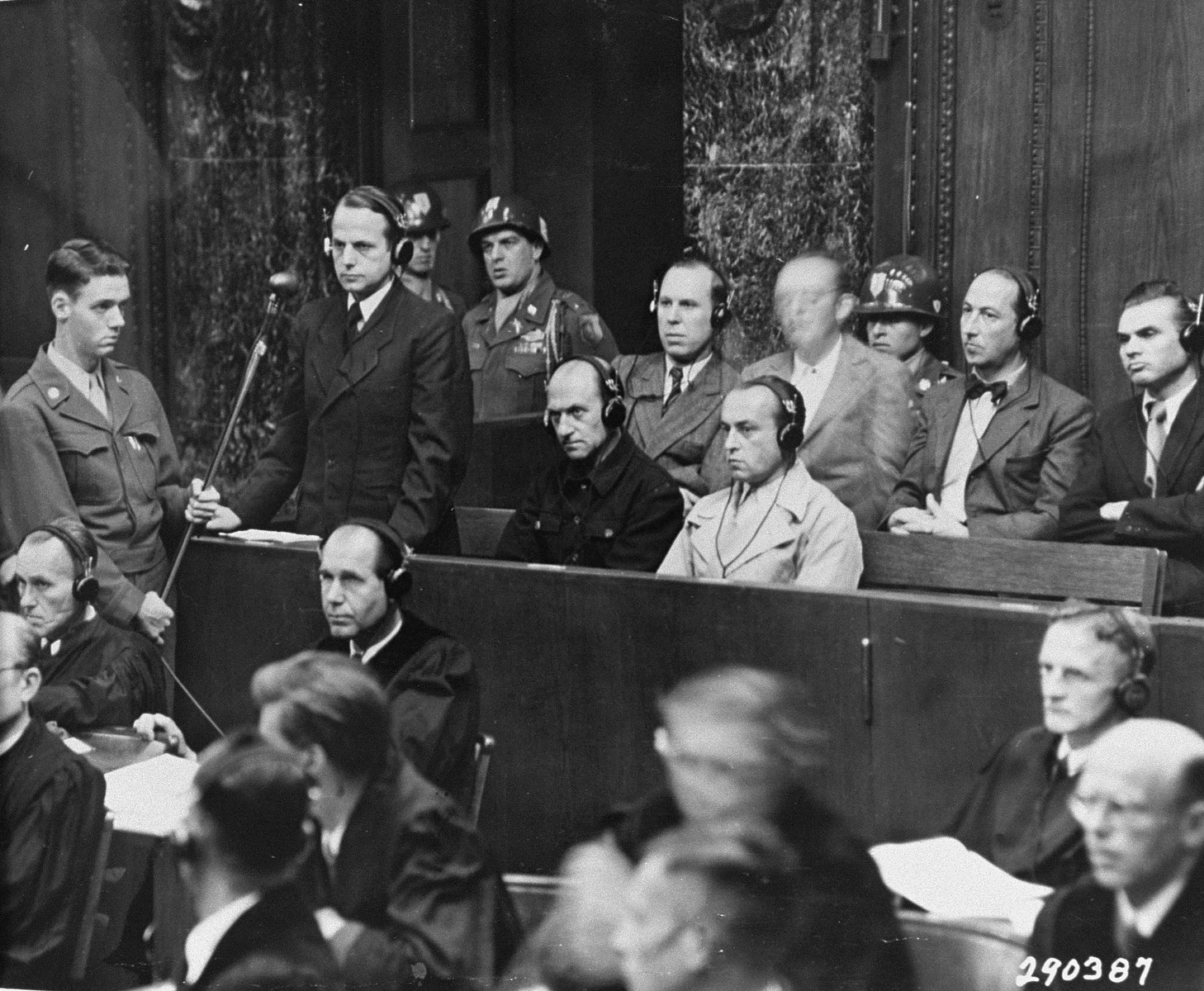
گروپنفورر اوتو اولندرف، فرمانده آینزاتس‌گروپ D، در جریان دادگاه آینزاتس‌گروپن، نورنبرگ، ادعای بی‌گناهی می‌کند. او در ۱۹۵۱ اعدام شد.

با پیشروی ارتش آلمان، کشتارهای دسته‌جمعی «عناصر ضدآلمانی» در لهستان به آینزاتس‌گروپن تحت امر راینهارت هایدریش سپرده شدند. هدف این حملات نابودی رهبری محلی حزب کمونیست و نیز «یهودیان در حزب و تحت استخدام دولت» و دیگر «عناصر رادیکال» بود. به گفته سسرانی، کشتن یهودیان تنها «زیرمجموعه‌ای» از چنین فعالیت‌هایی بود.
آینزاتس‌کماندو A به همراه گروه ارتش شمال در کشورهای حوزه دریای بالتیک، استونی، لتونی، و لیتوانی پیاده شدند؛ آینزاتس‌کماندو B به همراه گروه ارتش مرکز در بلاروس؛ آینزاتس‌کماندو C به همراه گروه ارتش جنوب در اوکراین؛ و آینزاتس‌کماندو D به همراه ارتش یازدهم کمی جنوب‌تر در اوکراین. هر آینزاتس‌گروپ دارای ۶۰۰ تا ۱٬۰۰۰ مرد و اندکی زن برای کارهای اداری بود. تا زمستان ۱۹۴۱–۱۹۴۲، آینزاتس‌گروپ‌ها به همراه ۹ گردان پلیس نظم آلمانی و سه یگان از وافن اس‌اس دست به کشتار نزدیک به ۵۰۰٬۰۰۰ تن زده بودند. تا پایان جنگ، آن‌ها نزدیک به ۲ میلیون نفر از جمله ۱٫۳ میلیون یهودی و ربع میلیون کولی، را کشتند. بنا بر ولفرام وت، نیروی زمینی آلمان نه تنها شاهد این کشتارها بود و از آن‌ها عکس می‌گرفت، که خود اقدام به تیراندازی مستقیم می‌کرد. برای توجیه مشارکت خود در این اقدامات، فرماندهان نیروی زمینی از قربانیان با عنوان «اسرا»، «راهزنان» و «پارتیزان» یاد می‌کردند. جمعیت محلی نیز با معرفی کردن و گردهم‌آوردن یهودیان و مشارکت مستقیم در کشتارها به آلمانی‌ها یاری می‌رساندند. در لیتوانی، لتونی و غرب اوکراین مردم محلی نقش به‌سزایی در این کشتارها داشتند؛ از جمله در اوکراین که ۲۴٬۰۰۰ یهودی توسط آن‌ها کشته شدند.

#### به سوی هولوکاست

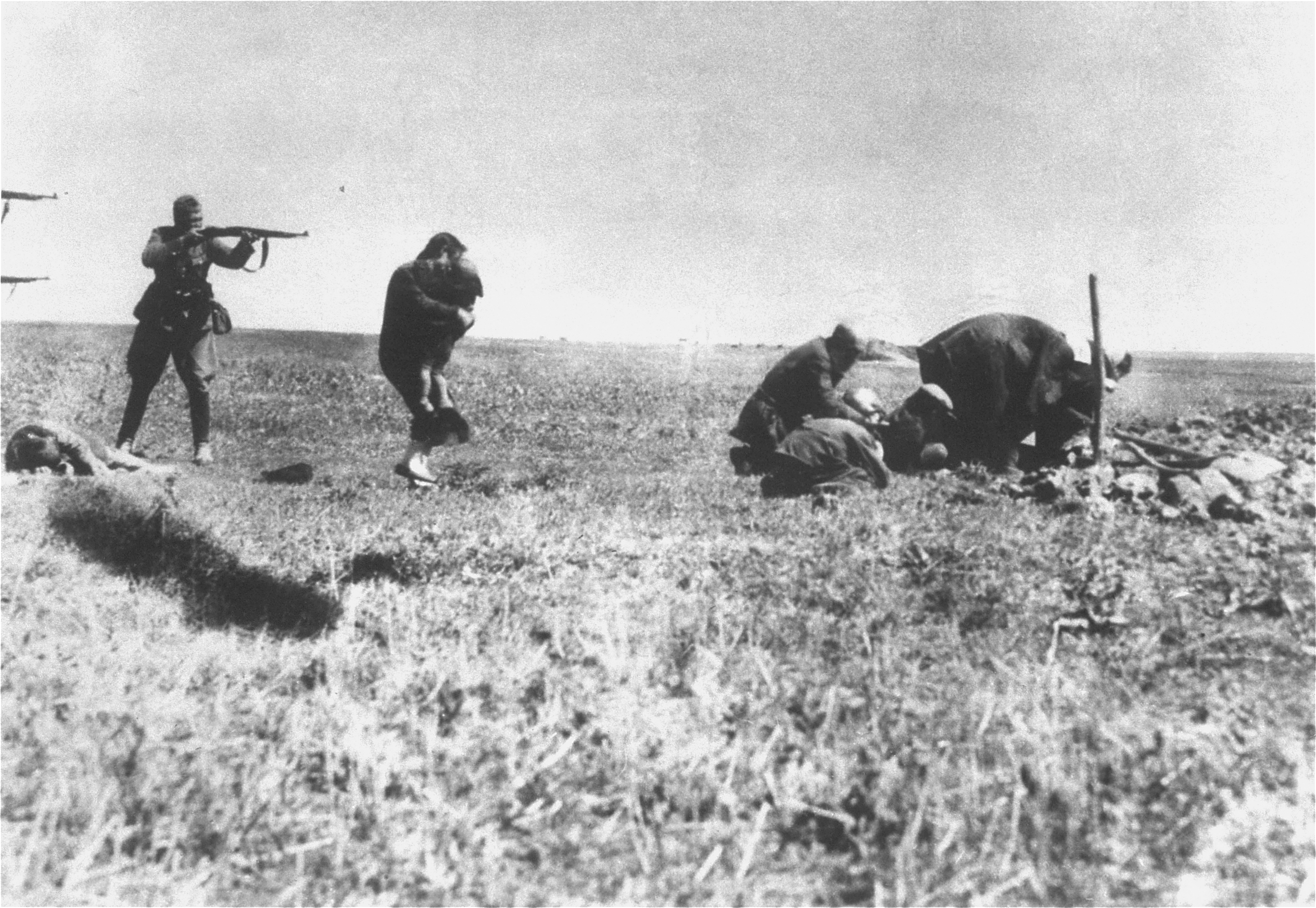
عکس معروفی که در آن یک آینزاتس‌گروپ به زن و بچه‌ای در بغلش در نزدیکی ایانگورود، اوکراین، شلیک می‌کند. ۱۹۴۲

در اغلب این کشتارها، قربانیان نخست لباس‌های خود را درمی‌آورده و دارایی‌های خود را تسلیم می‌کردند، سپس پیش از شلیک در کنار گودالی به صف کشیده می‌شدند، یا آنکه به زور به درون گودال فرستاده می‌شدند تا منتظر مرگ خود بمانند. در این حالت، قربانیان بر بالای بنابره ای از اجساد قربانیان پیش از خود قرار می‌گرفتند. این روش به عنوان Sardinenpackung (ردیف کردن ساردین‌ها در قوطی کنسرو) شناخته می‌شد و بارها توسط افسر اس‌اس فریدریش یکلن اجرا شد.
در آغاز آینزاتس‌گروپ‌ها مردان یهودی باشعور را — تعریف شده شامل مردانی میان ۱۵–۶۰ سال که برای دولت کار می‌کردند یا در برخی مشاغل فعالیت داشتند — هدف قرار می‌دادند؛ اما از اوت ۱۹۴۱، آن‌ها به کشتار زنان و کودکان هم دست زدند. به گزارش کریستوفر براونینگ، در ۱ اوت تیپ سواره‌نظام اس‌اس دستوری به نیروهای خود فرستاد مبنی بر اینکه: «به دستور صریح رایشسفورر-اس‌اس (هاینریش هیملر)، به همه یهودیان می‌بایست شلیک شود. زنان یهودی را در باتلاق‌ها بیندازید.» در سخنرانی ۶ اکتبر ۱۹۴۳ خود به سران حزب، هاینریش هیملر گفت که دستور داده‌است به زنان و کودکان شلیک شود، اما به باور پتر لونگریش و کریستیان گرلاش، شلیک به زنان و کودکان در زمان‌ها و مکان‌های مختلفی آغاز شد.
از جمله کشتارهای این دوره می‌توان به کشتار پوناری نزدیک ویلنیوس در جمهوری شوروی سوسیالیستی لیتوانی اشاره کرد که در آن آینزاتس‌گروپ B و همدستان لیتوانیایی آن‌ها ۷۲٬۰۰۰ یهودی و ۸٬۰۰۰ لیتوانیایی غیریهودی و لهستانی را کشتند. در کشتار کامیانتس-پودیلسکی در جمهوری شوروی سوسیالیستی اوکراین، نزدیک به ۲۴٬۰۰۰ یهودی میان ۲۷ تا ۳۰ اوت ۱۹۴۱ کشته شدند. بزرگ‌ترین کشتار اما در دره‌ای موسوم به بابی یار بیرون کی‌یف بود که در آن ۳۳٬۷۷۱ یهودی در روزهای ۲۹ و ۳۰ سپتامبر ۱۹۴۱ کشته شدند. آینزاتس‌گروپ C و گردان‌های پلیس نظم با کمک شبه‌نظامیان اوکراینی دست به این کشتار زدند، و ارتش ششم آلمان نیز در گردهم‌آوردن قربانیان و انتقال ایشان برای شلیک نهایی یاری رساند. در سراسر جنگ نیز آلمانی‌ها به استفاده خود از این دره برای کشتارهای جمعی ادامه دادند و شمار کل کشته‌شدگان در آنجا بالغ بر ۱۰۰٬۰۰۰ نفر می‌شد.
تاریخ‌دانان بر این توافق دارند که «رادیکال‌شدنی تدریجی» در سیاست ضدیهودی آلمان میان بهار تا پاییز ۱۹۴۱ روی داد، اما بر سر اینکه تصمیم شخص هیتلر (Führerentscheidung) بر کشتار همه یهودیان اروپایی در این مقطع از زمان گرفته شده باشد یا نه اختلاف دارند. به گفته کریستوفر براونینگ، بیشتر تاریخ‌دانان بر این باورند که تا پیش از حمله به شوروی، دستوری مبنی بر کشتار یهودیان شوروی وجود نداشت. لانگریش می‌نویسد که افزایش تدریجی خشونت و شمار کشته‌شدگان میان ژوئیه تا سپتامبر ۱۹۴۱ گویای این است که «دستور خاصی» در میان نبوده‌است و این روند «روندی خیزان از تفسیرهای رادیکال از دستورها» بوده‌است.

### متحدان آلمان

#### رومانی

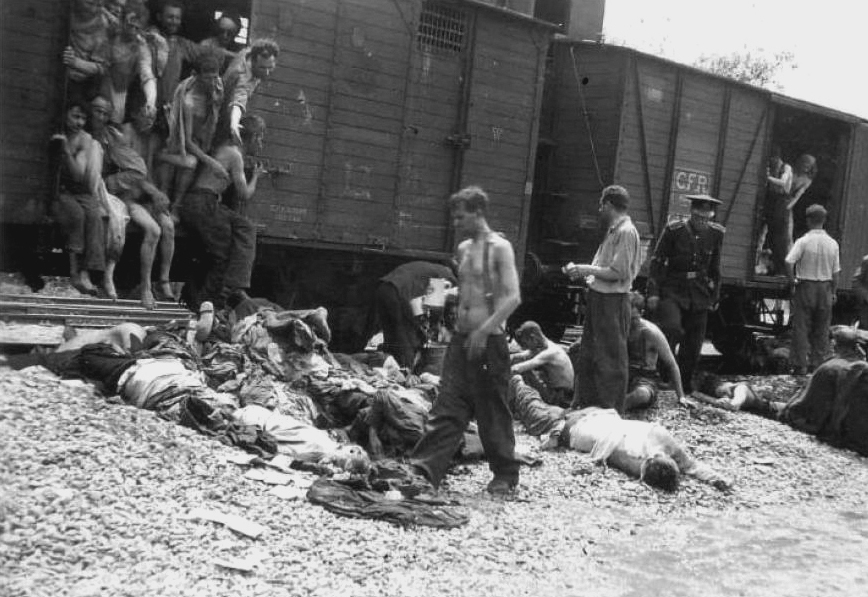
اجساد یهودیان رومانیایی کشته‌شده در پوگروم یاشی از قطاری حامل ایشان بیرون آورده می‌شوند، ژوئیه ۱۹۴۱

به گفته دن استون، کشتار یهودیان در رومانی «در اصل رویدادی مستقل [از آلمان] بود». رومانی تدابیر ضدیهودی را در مه و ژوئن ۱۹۴۰ به اجرا گذاشت تا به تحکیم اتحاد خود با آلمان بپردازد. یهودیان به اجبار از شغل‌های دولتی کنار گذاشته می‌شدند، پوگرومها شکل گرفتند، و تا مارس ۱۹۴۱ همه یهودیان کار خود را از دست داده و دارایی‌هایشان ضبط شده بود. در ژوئن ۱۹۴۱ رومانی در حمله آلمان به شوروی به کمک آن کشور رفت.
هزاران یهودی در ژانویه و ژوئن ۱۹۴۱ در پوگروم‌های بخارست و یاشی کشته شدند. بر پایه‌گذارشی مربوط به ۲۰۰۴ توسط توویا فریلینگ و دیگران، نزدیک به ۱۴٬۸۵۰ یهودی در پوگروم یاشی کشته شدند. ارتش رومانی با کمک پلیس تا ۲۵٬۰۰۰ یهودی را در جریان کشتار اودسا میان ۱۸ اکتبر ۱۹۴۱ تا مارس ۱۹۴۲ به قتل رساندند. گزارش شده‌است که میهای آنتونسکیو، معاون نخست‌وزیر وقت، گفته بود که «این مناسب‌ترین لحظه در تاریخ ما است … تا بتوان مسئله یهودی را حل کرد.» در ژوئیه ۱۹۴۱ او گفت که آن هنگام بهترین زمان برای «پاکسازی کامل نژادی، بازنویسی حیات ملی، و پاک ساختن نژادمان از آن عناصری که با روحش غریب هستند و مانند داروش روئیده‌اند و آینده ما را تیره ساخته‌اند» بوده‌است. رومانی اردوگاه‌های کار اجباری در قلمرو خود در ترانس‌نیستریا برپا ساخت. بر پایه‌گذارش‌ها، این اردوگاه‌ها بسیار خشن بودند و ۱۵۴٬۰۰۰–۱۷۰٬۰۰۰ یهودی میان ۱۹۴۱ تا ۱۹۴۳ به آنجا تبعید شدند.

#### بلغارستان، اسلوواکی، مجارستان
بلغارستان تدابیر ضدیهودی را میان ۱۹۴۰ تا ۱۹۴۳ به اجرا گذاشت که شامل مقررات حکومت نظامی و خاموشی در ساعت معین شب، لزوم پوشیدن نشان زردرنگ، محدودیت‌ها برداشتن تلفن یا رادیو، ممنوع کردن ازدواج میان‌نژادی (به جز یهودیانی که به مسیحیت گرویده باشند)، و به ثبت رساندن دارایی‌ها می‌شدند. این کشور تراکیه و مقدونیه را به خاک خود افزود و در فوریه ۱۹۴۳ با درخواستی از سوی آلمان برای اخراج ۲۰٬۰۰۰ یهودی به اردوگاه مرگ تربلینکا موافقت کرد. همه ۱۱٬۰۰۰ یهودی ساکن مناطق اشغال‌شده کشته شدند، و طرح‌هایی برای اخراج ۶٬۰۰۰–۸٬۰۰۰ یهودی بلغار از صوفیه در نظر گرفته شدند. هنگامی که این طرح‌ها علنی شدند، کلیسای ارتدوکس و بسیاری دیگر از بلغارها اعتراض کردند و شاه بوریس سوم آن‌ها را لغو کرد. اما در عوض این یهودیان به مناطق دورافتاده کشور تبعید شدند.
استون می‌نویسد که اسلواکی تحت امر کشیش کاتولیک رومی یوزف تیسو (رئیس‌جمهور جمهوری اسلواکی) «یکی از وفادارترین همکاران رژیم نازی بود». این کشور ۷٬۵۰۰ یهودی را در ۱۹۳۸ به ابتکار عمل خود اخراج کرد؛ همچنین تدابیر ضدیهودی را در ۱۹۴۰ به اجرا درآورد؛ و تا پاییز ۱۹۴۲ نزدیک به ۶۰٬۰۰۰ تن را به گتوها و اردوگاه‌های کار اجباری در لهستان فرستاده بود. ۲٬۳۹۶ تن دیگر نیز اخراج شدند و ۲٬۲۵۷ تن در جریان خیزشی در پاییز آن سال کشته شدند؛ ۱۳٬۵۰۰ تن در میان اکتبر ۱۹۴۴ و مارس ۱۹۴۵ اخراج شدند. به گفته استون، «هولوکاست در اسلواکی بسیار بیشتر از یک طرح مرفی‌شده از سوی آلمان بود، اگرچه این رویداد توسط حکومتی به ظاهر دست‌نشانده اجرا می‌شد.»

#### ایتالیا، فنلاند، ژاپن
ایتالی برخی تدابیر ضدیهودی را معرفی کرد، اما در آنجا نسبت به آلمان یهودستیزی کمتری وجود داشت و کشورهای تحت اشغال ایتالیا در کل برای یهودیان امن‌تر از مناطق تحت اشغال آلمان بودند. تا هنگامی که ایتالیا متحدی از آلمان باقی مانده بود، گزارشی از اخراج یهودیان آن کشور به سوی آلمان در دست نیست. در برخی مناطق، مسوولان ایتالیایی حتی تلاش کردند تا به پشتیبانی و محافظت از یهودیان بپردازند؛ برای نمونه در مناطق کروات بالکان؛ اما اگرچه نیروهای ایتالیایی حاضر در جبهه روسیه همچون هم‌نبردان آلمانی خود دست به قساوت بر ضد یهودیان نزدند، اما تلاشی نیز برای ممانعت از کشتارهای ایشان نمی‌کردند. چندین اردوگاه کار اجباری برای یهودیان ساکن لیبی تحت کنترل ایتالیا بر پا شدند؛ نزدیک به ۲٬۶۰۰ یهودی لیبیایی به این اردوگاه‌ها فرستاده شدند و ۵۶۲ تن از ایشان جان خود را از دست دادند. در فنلاند، دولت در ۱۹۴۲ زیر فشار قرار گرفت تا ۱۵۰–۲۰۰ یهودی غیرفنلاندی ساکن خاک خود را در اختیار آلمانی‌ها بگذارد. پس از مخالفت از سوی دولت و نیز مردم، تنها ۸ یهودی فنلاندی در اواخر ۱۹۴۲ اخراج شدند که از ایشان تنها یک تن زنده باقی ماند. امپراتوری ژاپن یهودستیزی کمی در خاک خود داشت و جامعه آن کشور یهودیان را در مناطق تحت کنترل ژاپن تعقیب و آزار نکردند. یهودیان در شانگهای تحت محدودیت بودند، اما علی‌رغم فشار آلمان کشته نشدند.

### اردوگاه‌های کار اجباری

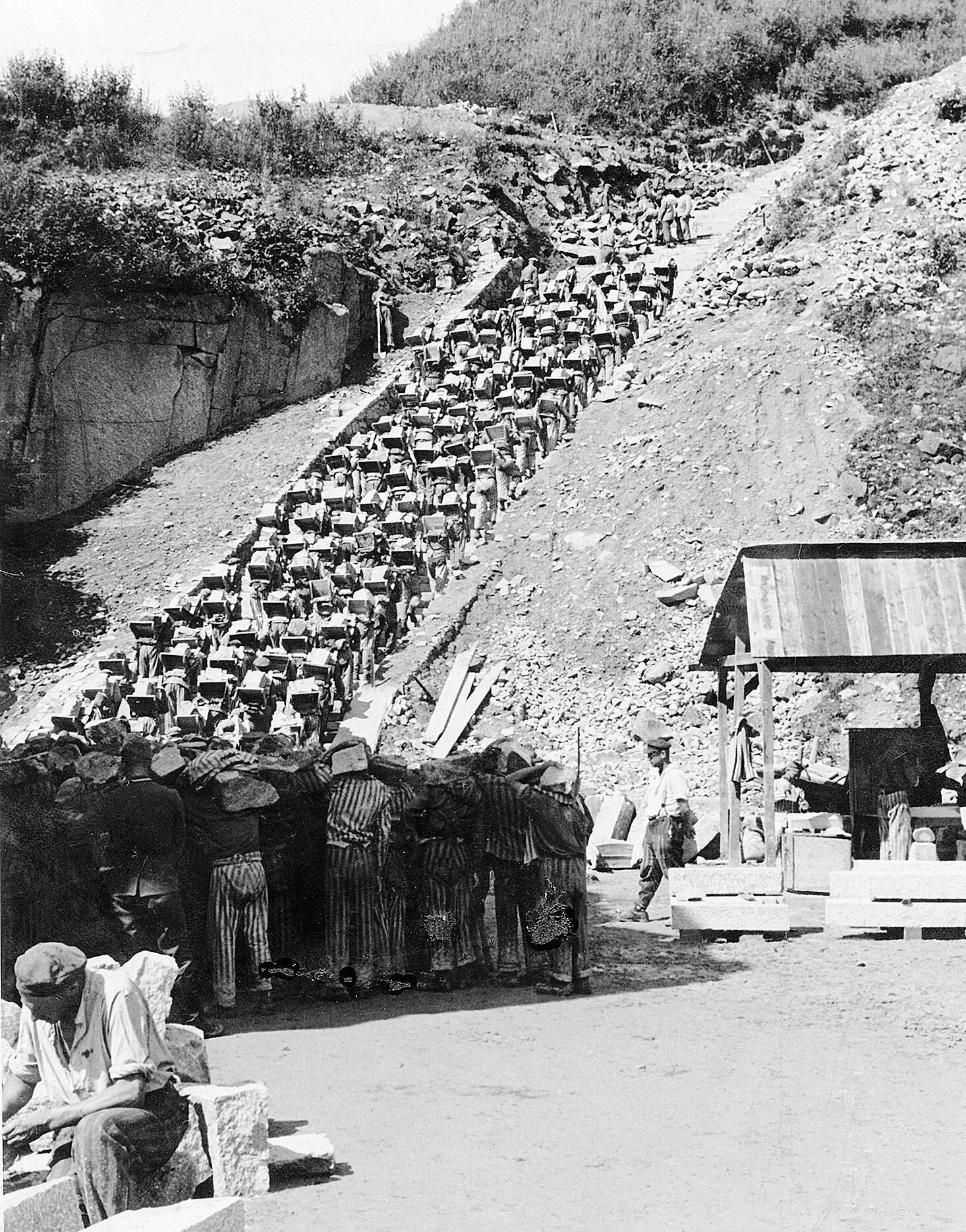
«پله‌های مرگ» در سنگ‌بری واینر گرابن، اردوگاه کار اجباری ماوتهاوزن، اتریش، ۱۹۴۲

آلمان از اردوگاه‌های کار اجباری نخست به عنوان مکان‌هایی برای نگهداری و تعقیب مخالفان سیاسی و دیگر «دشمنان حکومت» استفاده می‌کرد. گروه‌های بزرگ از یهودیان تا پیش از شب کریستالی در نوامبر ۱۹۳۸ به این مکان‌ها فرستاده نشده بودند. اگرچه نرخ مرگ در این اردوگاه‌ها بالا بود، این مکان‌ها در آغاز به عنوان مراکز کشتار جمعی طراحی نشده بودند. پس از شعله‌ور شدن آتش جنگ در ۱۹۳۹، اردوگاه‌های جدیدی در بیرون از آلمان بر پا شدند. در ژانویه ۱۹۴۵، اس‌اس گزارش کرده بود که بیش از ۷۰۰٬۰۰۰ زندانی در اختیار دارد و از میان ایشان نیمی تا پایان مه ۱۹۴۵ کشته شده بودند.
پس از ۱۹۴۲، کارکرد اقتصادی اردوگاه‌ها بالاتر از کارکرد نخست آن‌ها در ایجاد رعب و کشتار قرار گرفت و کار اجباری در بیشتر این اردوگاه‌ها به اجرا گذاشته شد. نگهبانان خشونت بسیار بیشتری اعمال کردند و از آنجا که نگهبانان نه تنها زندانیان را به باد کتک و گرسنگی می‌گرفتند بلکه به ایشان بیش از پیش شلیک می‌کردند، نرخ مرگ‌ومیر افزایش پیدا کرد. پاکسازی از راه کار اجباری (به آلمانی Vernichtung durch Arbeit) سیاستی گشت که بر پایه آن زندانیان تا سرحد مرگ به کار گرفته می‌شدند، و در پایان نیز جسم ناتوان ایشان به اتاق گاز فرستاده یا به ایشان شلیک می‌شد. آلمانی‌ها تخمین زده بودند که میانگین عمر زندانیان در اردوگاه‌های مرگ به دلیل رواج گسترده بیماری‌ها و گرسنگی کشیدن در کنار کار اجباری، ۳ ماه بود.
انتقال زندانیان به این اردوگاه‌ها و نیز میانشان توسط قطاری‌هایی با دسترسی محدود به آب و هوا برای تنفس انجام می‌شد که در آن‌ها زندانیان مدت زمان طولانی در قطارها پشت‌به‌پشت هم قرار می‌گرفتند. در میانه ۱۹۴۲، از اردوگاه‌های کار خواسته شد تا زندانیان انتقالی جدید را برای ۴ هفته در قرنطینه نگهداری کنند. زندانیان می‌بایست نشان‌های رنگی مثلثی بر لباس‌های کار خود می‌بستند، که نشان دهنده دلیل زندانی شدنشان بود؛ قرمز نمایان گر زندانی سیاسی بودن، ارغوانی برای شاهدان یهوه، سیاه و سبز برای مجرمان، و صورتی برای همجنس‌گرایان مرد. نشان زرد یهودیان شامل دو مثلث زردرنگ بود که یکی بر روی دیگری سوار می‌شد تا ستاره داوود را تشکیل دهند. به زندانیان در آشویتس در حین ورود تتو زده می‌شد که شماره شناسایی ایشان را با خود داشت.

## راه حل نهایی

### پرل هاربر، ورود آمریکا به جنگ

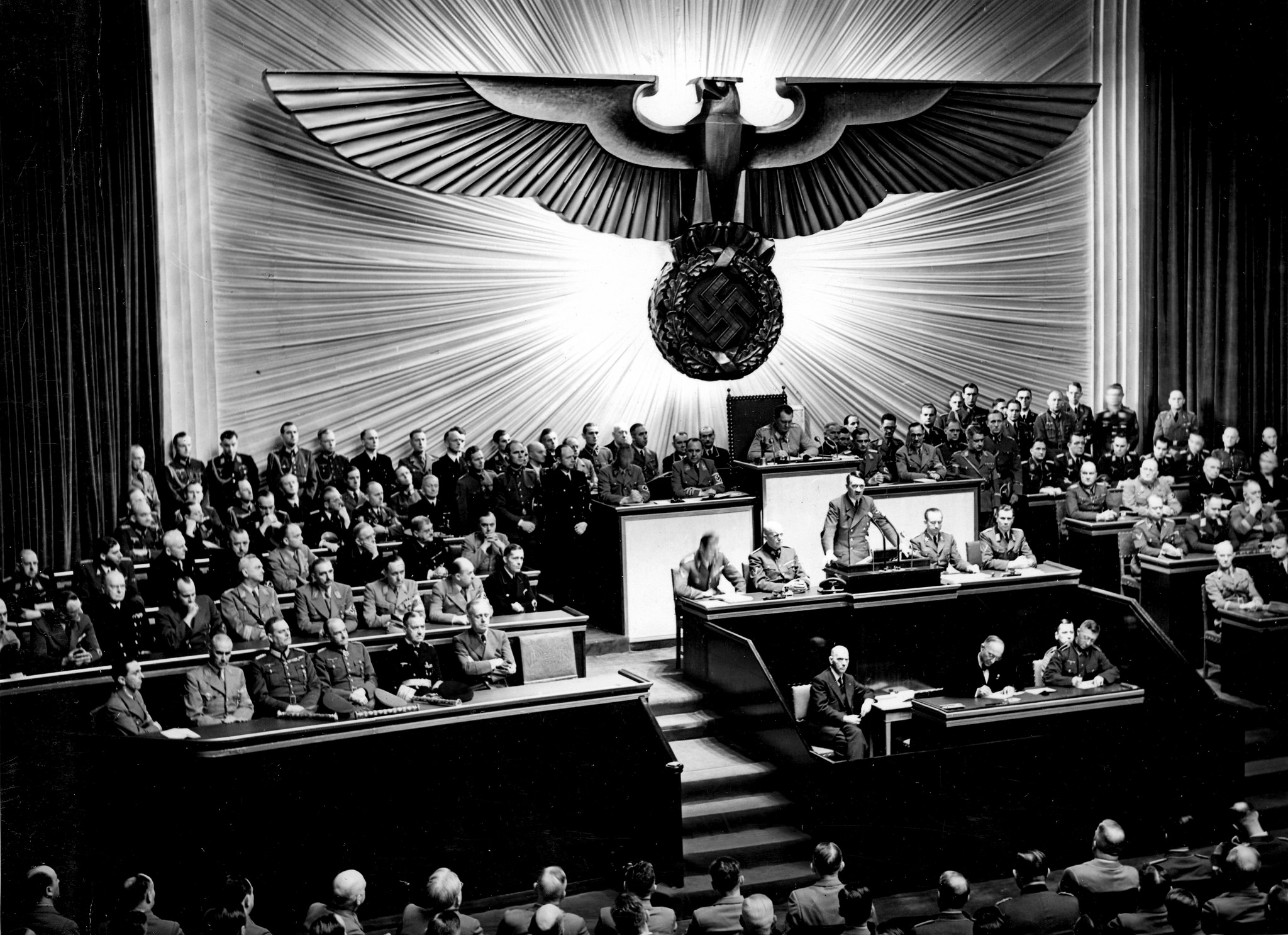
آدولف هیتلر در حال سخنرانی برای اعضای رایشتاگ و تشریح جنگ در اقیانوس آرام؛ سالن اپرای کرول، ۱۱ دسامبر ۱۹۴۱

در ۷ دسامبر ۱۹۴۱، هواپیماهای ژاپنی به خاک آمریکا حمله کردند و باعث کشته شدن ۲٬۴۰۳ آمریکایی در پایگاه دریایی پرل هاربر در هونولولو شدند. روز بعد آمریکا به ژاپن اعلان جنگ کرد، و در ۱۱ دسامبر آلمان نازی به ایالات متحده اعلان جنگ کرد. به گفته دبرا دورک و رابرت یان ون پلت، هیتلر بر این باور بود که یهودیان آمریکایی – که به زعم او بسیار قدرتمند بودند – به خاطر منافع یهودیان آلمان هم که شده ایالات متحده را از جنگ دور نگه می‌داشتند؛ با اعلان جنگ ایالات متحده، او یهودیان را مسوول دانست.
نزدیک به سه سال پیش از این رویداد، در ژانویه ۱۹۳۹، هیتلر به اعضای رایشتاگ گفته بود که: «اگر سرمایه‌داری جهانی یهود در بیرون از اروپا بار دیگر موفق به کشاندن کشورها به جنگ جهانی شود، آنگاه نتیجه تسخیر زمین توسط بلشویسم و پیروزی یهودیت نخواهد بود، بلکه پاکسازی کامل نژاد یهودی در اروپا خواهد بود!» به باور کریستیان گرلاش، قصد علنی هیتلر برای پاکسازی یهودیان در ۱۲ دسامبر ۱۹۴۱ یا حوالی آن، یک روز پس از اعلام جنگ او به آمریکا، مطرح شد. در آن روز، هیتلر سخنرانی‌ای در آپارتمان شخصیش در صدارت عظمی برای رهبران ارشد حزب نازی – رایشس‌لایترهای ارشد و گاولایترها که رهبران محلی حزب بودند – کرد. روز بعد، یوزف گوبلز، وزیر پروپاگاندای هیتلر، در دفتر یادداشت خود چنین نوشت:
دربارهٔ پرسش یهود، پیشوا مصمم بر پاکسازی هستند. او به یهودیان هشدار داده بود که اگر جنگ جهانی دیگری به راه بیندازند، نابودی خود را پیشه کرده‌اند. این‌ها واژگان توخالی نبودند. اکنون جنگ جهانی فرا رسیده‌است و نابودی یهودیان می‌بایست عاقبت لازم آن باشد. ما نمی‌توانیم در این باره با احساس عمل کنیم.
کریستوفر براونینگ اما می‌گوید که هیتلر در حین دیدار در صدارت عظمی دستور مشخصی نداد، اما مشخص کرد که هشدار ۱۹۳۹ او به یهودیان «می‌بایست به معنای واقعی کلمه جدی گرفته شود»، و به رهبران حزب چنین اشاره کرد که آنان می‌توانند به زیردستان خود دستورهای مقتضی را ابلاغ کنند. پتر لانگریش سخنرانی هیتلر را تعبیر می‌کند به درخواستی برای رادیکال کردن سیاستی که همان هنگام نیز اجرا می‌شد، اما او از رهبران درخواست داشت تا تفسیر و اجرایش را خود به دست گیرند. به گزارش گرلاش، یکی از افسران گمنام اس دی در گزارشی در ۱۹۴۴ پس از گریختن به سوییس می‌نویسد که «پس از آنکه آمریکا وارد جنگ شد، نابودی کامل (Ausrottung) همه یهودیان اروپا به دستور پیشوا شروع شد.»
چهار روز پس از دیدار هیتلر با اعضای ارشد حزب، هانس فرانک، فرماندار ارشد دولت عمومی در لهستان اشغالی که خود نیز در جلسه حضور داشت، به فرمانداران محلی چنین گفت: «ما باید [مساله] یهودیان را تمام کنیم، و من رک در این باره حرف می‌زنم … اگر طایفه یهود از جنگ در اروپا جان سالم به در برند، در حالی که ما بهترین خون‌های خود را در راه حفظ اروپا خرج کرده‌ایم، آنگاه این جنگ تنها پیروزی جزئی خواهد داشت. از این رو وقتی سخن از یهودیان باشد من تنها بر این اصل حرکت می‌کنم که آن‌ها باید ناپدید شوند. آن‌ها باید از میان بروند.» در ۱۸ دسامبر هیتلر و هیملر جلسه‌ای داشتند که عنوان آن در دفترچه دیدارهای کاری هیملر به صورت «Juden frage | als Partisanen auszurotten» (به معنی «پرسش یهود | همانند پارتیزان‌ها پاکسازی شوند» آمده‌است. براونینگ از این عنوان تعبیر به جلسه‌ای برای بررسی چگونگی توجیه کشتارها می‌کند.

### کنفرانس وانزه
اوبرگروپنفورر–اس‌اس راینهارت هایدریش، رئیس اداره اصلی امنیت رایش، در ۲۰ ژانویه ۱۹۴۲ جلسه ای را در ساختمان Am Großen Wannsee 56–58 در ویلایی در حومهٔ وانزه برلین برپا کرد. ۱۵ نفری که در این جلسه حضور داشتند شامل آدولف آیشمان (رئیس بخش امور یهودیان در اداره اصلی امنیت رایش)، هاینریش مولر (رئیس گشتاپو)، و دیگر رهبران حزب و اس‌اس بودند. براونینگ می‌نویسد که هشت تن از این ۱۵ تن کدرک دکترا داشتند: «از این رو ایشان گروهی کودن نبودند که توانایی درک آنچه به ایشان گفته می‌شد را نداشته باشند.» سی نسخه از صورت جلسه نیز، که به نام «پروتکل وانزه» شناخته می‌شود، تهیه شد. نسخه شماره ۱۶ در مارس ۱۹۴۷ توسط دادستان‌های آمریکایی در پوشه ای در دفتر امور بین‌الملل آلمان پیدا شد. بنا بر اعتراف آیشمن، این پروتکل که توسط او نوشته و مهر «فوق محرمانه» خورده بود، صورت جلسه ای «با زبانی دارای حسن تعبیر» داشت که توسط هایدریش تهیه شده بود.
کنفرانس وانزه دارای چند هدف بود؛ نخست بررسی راه حلی نهایی (به آلمانی Endlösung der Judenfrage) برای مسئله یهودیان در اروپا، سپس تقسیم اطلاعات و وظایف، هماهنگ‌کردن تلاش‌ها و سیاست‌ها، و نیز سپردن تصدی امور به هایدریش. همچنین بحث‌هایی دربارهٔ اینکه آیا آلمانی‌های Mischlinge (نیمه‌یهودی) جزو این نقشه باشند یا نه صورت گرفت. هایدریش به حاضران گفت که: «راه حل دیگری برای این مسئله جای [راه حل پیشین] کوچ اجباری یهودیان به شرق اروپا را گرفته‌است؛ مشروط به این که پیشوا اجازه دهند». او ادامه داد که:
با هدایت شایسته، در طی راه حل نهایی یهودیان برای کار [اجباری] در شرق گماشه می‌شوند. آنانی که توانایی بدنی دارند طبق جنسیت‌شان جدا شده و ر این مناطق به کار بر روی جاده‌ها خواهند پرداخت؛ شکی نیست که گروه بزرگی از آن‌ها در طی این عمل به دلایل طبیعی خواهند مرد.

با آنانی که احتمالاً هنوز زنده مانده باشند نیز، که بی‌شک در میان مقاوم‌ترین ایشان قرار دارند، باید با تدبیر برخورد کرد چرا که آن‌ها محصول انتخاب طبیعی هستند و اگر آزاد شوند، تخمهٔ زایش دوبارهٔ یهودیان خواهند شد (به تجربهٔ تاریخ بنگرید). در طی اجرای عملی راه حل نهایی، اروپا از شرق تا غرب پاک خواهد شد. به طبع به آلمان، و از جمله بوهم و موراویا، باید پیش از دیگر مناطق رسیدگی شود چرا که درگیر مشکل سکنی‌دهی [این یهودیان] و دیگر لزومات اجتماعی و سیاسی است. یهودیان اخراجی نخست گروه‌گروه به گتوهای انتقالی فرستاده می‌شوند، و از آنجا به شرق منتقل می‌شوند.
این اخراج‌ها در آغاز تنها «راه حلی موقتی» (به آلمانی Ausweichmöglichkeiten) به‌شمار می‌آمدند. «بسته به تحولات نظامی» راه حل نهایی شامل ۱۱ میلیون یهودی در اروپا که در مناطق تحت کنترل آلمان نبودند نیز می‌شد؛ از جمله بریتانیا، ایرلند، سوئیس، ترکیه، سوئد، پرتغال، اسپانیا، و مجارستان. شک اندکی دربارهٔ اینکه راه حل نهایی چه بود وجود داشت. به نوشته لانگریش: «یهودیان می‌بایست به توسط ترکیبی از کار اجباری و کشتار دسته‌جمعی نابود می‌شدند.»

### اردوگاه‌های مرگ
در پایان ۱۹۴۱ در لهستان اشغالی، آلمانی‌ها شروع به ساخت اردوگاه‌های اضافی و گستراندن اردوگاه‌های موجود کردند. برای نمونه، آشویتس در اکتبر ۱۹۴۱ با ساختن آشویتس دو-برکناو چند کیلومتر دورتر گسترش پیدا کرد. تا بهار یا تابستان ۱۹۴۲، اتاق‌های گاز در این مکان‌ها ساخته شده بودند؛ به استثنای خملنو که در آن از وانت‌های گاز استفاده می‌شد.
| اردوگاه   | موقعیت        | کشته‌شده‌ها                                                 | اتاق‌های گاز | وانت‌های گاز | شروع ساخت     | شروع کشتار دسته‌جمعی با گاز | منبع (ید وشم) |
| --------- | ------------- | --------------------------------------------------------- | ----------- | ----------- | ------------- | -------------------------- | ------------- |
| آشویتس II | بژژنکا        | ۱٬۰۸۲٬۰۰۰ (در همه اردوگاه‌های آشوویتس؛ شامل ۹۶۰٬۰۰۰ یهودی) | ۴           |             | اکتبر ۱۹۴۱    | حوالی ۲۰ مارس ۱۹۴۲         | [ ۱۹۹ ]       |
| بلزک      | بوژتس         | ۶۰۰٬۰۰۰                                                   | Yes         |             | ۱ نوامبر ۱۹۴۱ | ۱۷ مارس 1942               | [ ۲۰۰ ]       |
| خلمنو     | خلمنو ناد نرم | ۳۲۰٬۰۰۰                                                   |             | Yes         |               | ۸ دسامبر ۱۹۴۱              | [ ۲۰۲ ]       |
| مایدانک   | لوبلین        | ۷۸٬۰۰۰                                                    | Yes         |             | ۷ اکتبر ۱۹۴۱  | اکتبر ۱۹۴۲                 | [ ۲۰۷ ]       |
| سوبیبور   | سوبیبور       | ۲۵۰٬۰۰۰                                                   | Yes         |             | فوریه ۱۹۴۲    | مه ۱۹۴۲                    | [ ۲۰۸ ]       |
| تربلینکا  | تربلینکا      | ۸۷۰٬۰۰۰                                                   | Yes         |             | مه ۱۹۴۲       | ۲۳ ژوئیه ۱۹۴۲              | [ ۲۱۰ ]       |
| کل        |               | ۳٬۲۱۸٬۰۰۰                                                 |             |             |               |                            |               |

از جمله دیگر اردوگاه‌هایی که گاه از آن‌ها با عنوان اردوگاه مرگ یاد می‌شود نیز می‌توان به این‌ها اشاره کرد: مالی تروستنتس؛ اردوگاهی نزدیک مینسک در شوروی اشغالی آلمان که باور بر این است که در آن ۶۵٬۰۰۰ تن اغلب توسط شلیک مستقیم یا وانت‌های گاز کشته شدند. ماوتهاوزن در اتریش؛ اشتوتهوف نزدیک گدانسک، لهستان؛ زاخسنهاوزن و راونسبروک در آلمان. اردوگاه‌های اتریش، آلمان و لهستان همگی دارای اتاق‌های گاز بودند تا زندانیانی را که توانایی کار نداشتند بکشند.

#### وانت‌های گاز
وانت‌های گاز به عنوان روشی برای پاکسازی دسته‌جمعی در خلمنو به کار گرفته شد که خود ریشه در برنامه هومرگی عملیات تی۴ داشت. در دسامبر ۱۹۳۹ و ژانویه ۱۹۴۰، وانت‌های گاز که با سیلندرهای گاز و اتاقکی درزگیری‌شده مجهز شده بودند برای کشتن ازکارافتادگان و بیماران روانی در لهستان تحت اشغال به کار گرفته شدند. با ادامه شلیک‌های دسته‌جمعی در روسیه، هیملر و زیردستانش نگران از این بودند که این کشتارها به مشکلات روانی در سربازان بی‌انجامند، و به دنبال راهی برای آسان کردن هر چه بیشتر این روند می‌گشتند. در دسامبر ۱۹۴۱، وانت‌های مشابهی که از گاز برآمده از احتراق داخلی به جای سیلندرهای گاز خارجی به منظور کشتن استفاده می‌کردند در خلمنو معرفی شدند. قربانیان در حین فرستاده شدن به حفره‌های بزرگ تدفین در جنگل‌های اطراف، توسط گاز سمی درون اتاقک وانت کشته و سپس اجساد در آن حفره‌ها مدفون می‌شدند. این وانت‌ها همچنین در شوروی اشغالی نیز به کار گرفته شدند؛ برای نمونه عملیات مشابهی در گتو مینسک، و یوگسلاوی اجرا شدند. ظاهراً درست مانند شلیک‌های دسته‌جمعی، وانت‌های گاز مشکلات روانی برای آنانی که عملیات را اجرا می‌کردند پدیدمی‌آوردند، و نیز این وانت‌ها تنها شمار قربانیان کمی را در خود جای می‌دادند که همین مسئله به ناکارآمدی آن‌ها انجامید.

#### اتاق‌های گاز
کریستیان گرلاش می‌نویسد که بیش از سه میلیون یهودی در ۱۹۴۲ کشته شدند، سالی که به عنوان «راس [کشتارها]» شناخته می‌شود. کمینه ۱٫۴ میلیون از ایشان در دولت عمومی لهستان اشغالی قرار داشتند. قربانیان توسط قطارهای باری به اردوگاه‌های مرگ آورده می‌شدند. تقریباً همه واردین به بلزک، سوبیبور، و تربلینکا در حین ورود مستقیم به اتاق‌های گاز فرستاده می‌شدند،  و شمار اندکی نیز از میان ایشان برای جایگزینی کارگران مرده به کار گرفته می‌شدند. در آشوویتس، نزدیک ۲۰ درصد یهودیان به کار گرفته می‌شدند. در همه این اردوگاه‌ها، به آنانی که برای کشتن انتخاب می‌شدند گفته می‌شد که باید لباس‌های خود را در بیاورند و دارایی‌های خود را به کارمندان اردوگاه بسپارند. سپس آن‌ها لخت به سوی اتاق‌های گاز هدایت می‌شدند. برای جلوگیری از وحشت و خشونت از سوی آن‌ها، به ایشان گفته می‌شد که اتاق‌های مرگ برای استحمام و نابود کردن کنه‌ها هستند.
در آشوویتس، پس از آنکه اتاق‌ها پر از انسان می‌شدند، درها را می‌بستند و گلوله‌های زایکلون ب از منافذ تهویه بر روی سقف به پایین انداخته که باعث آزاد شدن گاز سمی هیدروژن سیانید می‌شدند. افراد درون در طی ۲۰ دقیقه جان می‌باختند؛ سرعت جان باختن متناسب با نزدیکی به منافذ تهویه بود، و بنا بر تخمین فرمانده نازی رودلف هوس نزدیک به یک سوم قربانیان بلافاصله کشته می‌شدند. یوهان کرمر، یک دکتر اس‌اس که بر عملیات کشتار با گاز دیده‌بانی می‌کرد، سپس شهادت داد که: «جیغ‌ها و فریادهای قربانیان را می‌شد از شکاف در شنید و واضح بود که ایشان برای جان خود تقلا می‌کردند.» گاز سپس تخلیه می‌شد و زوندرکوماندو — که گروه‌هایی از کارگر-زندانیان یهودی بودند— جسدها را بیرون می‌آوردند، دندان‌های پرشده توسط طلا را از دهانشان خارج و موهای زنان را کوتاه می‌کردند، و جواهرات، دست و پای مصنوعی، و عینک‌ها را نیز برمی‌داشتند. در آغاز در آشوویتس جسدها در گودال‌های ژرف به خاک سپرده می‌شدند و بر رویشان آهک ریخته می‌شد، اما میان سپتامبر تا نوامبر ۱۹۴۲، ۱۰۰٬۰۰۰ جسد از خاک بیرون آورده شده و سوزانده شدند. در اوایل ۱۹۴۳، اتاق‌های گاز و کوره‌های آدم‌سوزی جدید ساخته شدند تا پاسخگوی نیاز بیشتر باشند.
اردوگاه‌های بلزک، سوبیبور، و تربلینکا، که به نسبت آشوویتس کوچکتر بودند، به نام اردوگاه‌های عملیات راینهارد شناخته می‌شدند؛ که اشاره دارد به عملیات در مناطق دولت عمومی لهستان برای کشتن همه یهودیان. میان مارس ۱۹۴۲ تا نوامبر ۱۹۴۳، نزدیک به ۱٬۵۲۶٬۵۰۰ یهودی در این سه اردوگاه توسط اتاق‌های گاز و با بهره‌گیری از گازهای سمی برآمده از احتراق داخلی موتورهای دیزلی کشته شدند. در تربلینکا، برای آرام کردن قربانیان، جایگاه ورودی اردوگاه به شکل ایستگاه قطار درست شده بود. بیشتر قربانیان این اردوگاه‌ها در آغاز در گودال‌ها دفن می‌شدند. اما در اواخر ۱۹۴۲، سوبیبور و بلزک شروع به بیرون کشیدن اجساد از خاک و سوزاندن آن‌ها برای پنهان کردن مدارک جرم کردند؛ کاری که در مارس ۱۹۴۳ در تربلینکا تکرار شد. اجساد در گودال‌های بزرگ سوزانده می‌شدند و استخوان‌های باقی مانده هم تا سرحد پودر شدن خرد می‌گشتند.

### مقاومت یهود
به گفته پتر لونگریش، تقریباً هیچ مقاومتی در گتوهای لهستان مگر تا اواخر ۱۹۴۲ وجود نداشت. رائول هیلبرگ توضیح این مسئله را در تاریخ طولانی آزار و اذیت یهودیان می‌داند و کاری که ایشان در طی تاریخ انجام می‌دادند: ایجاد جذبه برای ظالمان و پیروی از دستورهای آنان به منظور جلوگیری کردن از بدتر شدن اوضاع، تا هنگامی که یورش ایشان آرام‌آرام فروکش کند. تیموتی اسنایدر می‌گوید که تنها در سه‌ماهه پس از اخراج‌های ژوئیه-سپتامبر ۱۹۴۲ بود که توافقی برای مقاومت مسلحانه شکل گرفت.
چندین گروه مقاومت از جمله سازمان نبرد یهود (ŻOB) و اتحادیه نظامی یهود (ŻZW) در گتو ورشو و سازمان پارتیزانی متحد در ویلنا پدید آمدند. بیش از ۱۰۰ خیزش و شورش در کمینه ۱۹ گتو در شرق اروپا شکل گرفتند. بزرگ‌ترین آن‌ها خیزش گتوی ورشو در آوریل ۱۹۴۳ بود، هنگامی که آلمانی که برای فرستادن باقی‌مانده ساکنان به اردوگاه‌های مرگ وارد گتو شدند. آن‌ها در ۱۹ آوریل و پس از جنگ با نیروهای ŻOB و ŻZW ناچار به عقب‌نشینی از گتو شدند، اما اندکی بعد تحت فرماندهی ژنرال اس‌اس یورگن اشتروپ بازگشتند. نزدیک به ۱٬۰۰۰ جنگجوی فاقد مهمات توانستند نیروهای اس‌اس را برای چهار هفته در نزدیکی دروازه گتو مشغول نگه دارند. به گفته منابع لهستانی و یهودی، صدها یا هزاران سرباز آلمانی کشته شدند، اما آلمانی‌ها تنها ۱۶ نفر کشه از خود گزارش کردند. به گزارش آلمانی‌ها، ۱۴٬۰۰۰ یهودی کشته شدند که ۷۰۰۰ تن از ایشان در حین جنگ و ۷۰۰۰ تن دیر به تربلینکا فرستاده شدند؛ و میان ۵۳٬۰۰۰ تا ۵۶٬۰۰۰ تن نیز اخراج شدند.
به نوشته روزنامه Gwardia Ludowa از جنبش مقاومت لهستان در مه ۱۹۴۳: «از پشت دیوار دود و آتش که در آن پارتیزان‌های جنگنده یهودی حضور دارند، افسانه روحیهٔ جنگندهٔ استثنایی آلمانی‌ها زیر سؤال می‌رود. چه 'پیروزی' بدنامی که با سوزاندن و ویران کردن کامل محله‌هایی از شهر به دست آمده باشد؛ یهودیان جنگنده برای ما مهم‌ترین نکته را به ارمغان آوردند: حقیقت دربارهٔ ضعف آلمانی‌ها.»
در جریان شورشی در تربلینکا در ۲ اوت ۱۹۴۳، زندانیان پنج یا شش گارد را کشتند، ساختمان‌های اردوگاه را به آتش کشیدند، و چندین تن نیز توانستند فرار کنند. در گتو بیاویستوک در ۱۶ اوت ۱۹۴۳، شبه‌نظامیان یهودی پس از آنکه آلمانی‌ها دستور به اخراج دسته‌جمعی دادند برای ۵ روز جنگیدند. در ۱۴ اکتبر ۱۹۴۳، زندانیان یهودی در سوبیبور، شامل زندانیان یهودی شوروی، اقدام به فرار از زندان کردند، که در جزیان آن ۱۱ افسر اس‌اس و دو تن از محافظان اوکراینی اردوگاه را کشتند. نزدیک به ۳۰۰ تن فرار کردند، اما ۱۰۰ نفر از ایشان دوباره دستگیر شده و با گلوله کشته شدند. در ۷ اکتبر ۱۹۴۴، ۳۰۰ یهودی عضو زوندرکوماندو در آشوویتس که از کشته‌شدن قریب‌الوقوع خود باخبر شده بودند به محافظان خود حمله کرده و کوره آدم‌سوزی شماره ۵ را منفجر کردند. سه افسر اس‌اس کشته شدند، و یکی از ایشان به همراه یک کاپوی آلمانی به درون یکی از کوره‌ها فشرده شدند. هیچ‌یک از این زوندرکوماندوها جان سالم به در نبردند.
مشارکت یهودیان در واحدهای پارتیزانی در سراسر اروپا از ۲۰٬۰۰۰ تا ۱۰۰٬۰۰۰ تن تخمین زده می‌شود. در مناطق اشغالی لهستان و شوروی، هزاران یهودی به مرداب‌ها و جنگل‌ها فرار کردند و به پارتیزان‌ها پیوستند، اگرچه جنبش پارتیزانی همیشه نیز از ایشان استقبال نمی‌کرد. ۲۰٬۰۰۰ تا ۳۰٬۰۰۰ یهودی به جنبش پارتیزان‌های شوروی پیوستند. از گروه‌های مشهور یهودی پارتیزان‌های بیلسکی در بلاروس بودند که توسط برادران بیلسکی فرماندهی می‌شدند. یهودیان همچنین به نیروهای مقاومت لهستانی، از جمله ارتش میهنی، پیوستند. به گفته تیموتی اسنایدر، «یهودیان بیشتری در خیزش ورشو در اوت ۱۹۴۴ شرک داشتند تا در خیزش گتوی ورشو در آوریل ۱۹۴۳.»

### مقاومت لهستان، سرازیر شدن اطلاعات دربارهٔ کشتارها

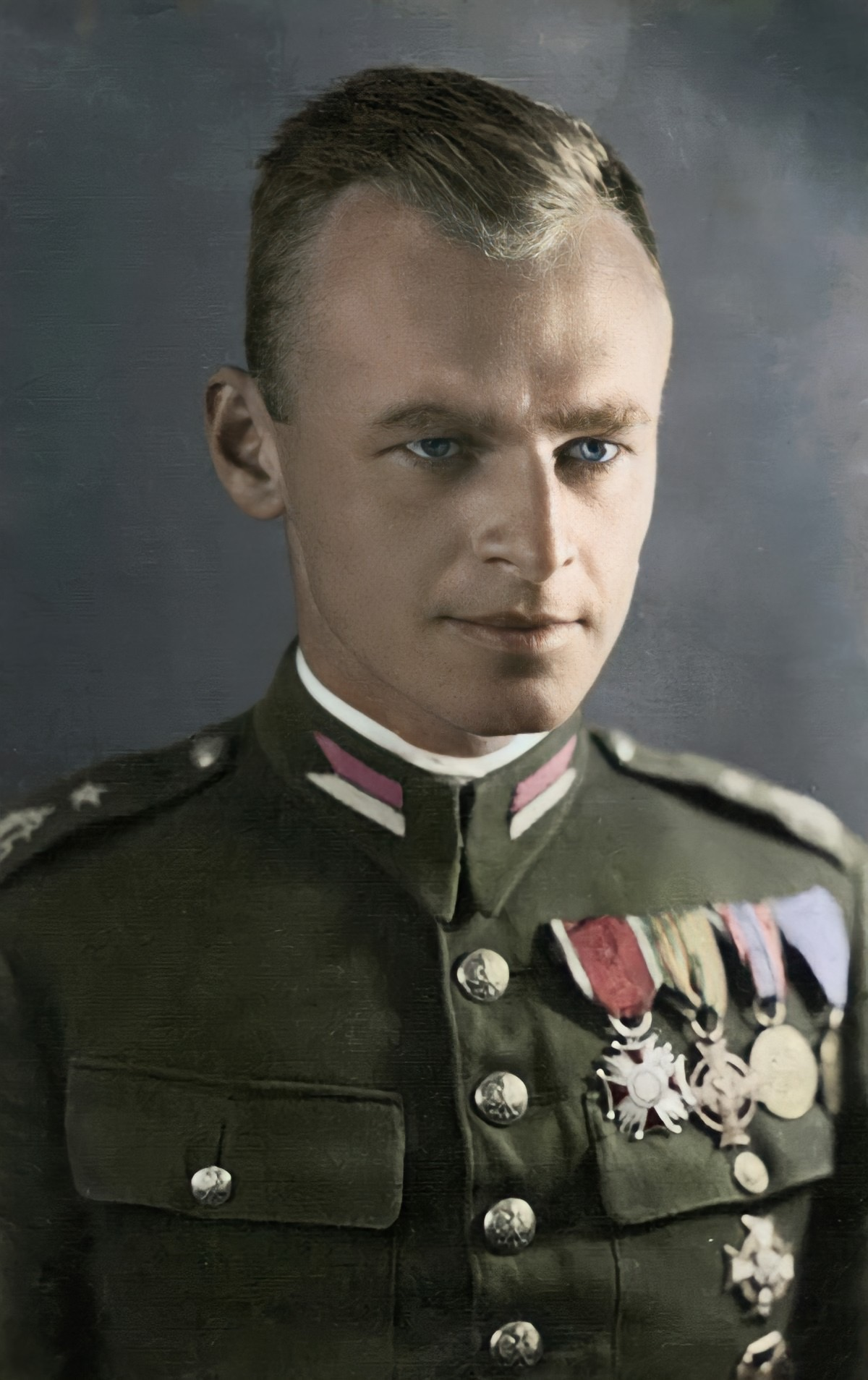
کاپیتان ویتولد پیلکی

بنا بر مایکل فلمینگ، دولت در تبعید لهستان در لندن پس از سرازیر شدن اطلاعات فراوان در اواخر ۱۹۴۰ از سوی رهبری زیرزمینی لهستان از وجود آشوویتس باخبر شد. این اطلاعات به یمن وجود کاپیتان ویتولد پیلکی از ارتش میهنی لهستان بود که به قصد اجازه داد تا آلمانی‌ها وی را در سپتامبر ۱۹۴۰ دستگیر کنند و به آشوویتس بفرستند. در پوشش یک زندانی تا هنگامی که در آوریل ۱۹۴۳ از آنجا فرار کرد، مأموریت کاپیتان پیلکی برپایی یک جنبش مقاومت در آشوویتس، آماده‌سازی برای تصرف اردوگاه از درون، و قاچاق اطلاعات دربارهٔ آن مکان به بیرون بود.
در ۶ ژانویه ۱۹۴۲، وزیر امور خارجه شوروی، ویاچسلاو مولوتف پیامی دیپلماتیک به کشورهای دیگر در زمینه قساوت‌های آلمانی‌ها فرستاد. این پیام بر پایه گزارش‌های مربوط به گورهای دسته‌جمعی و سر از خاک برآوردن برخی جسدها در مناطقی بود که توسط ارتش سرخ آزاد شده بودند، و نیز گزارش‌های شاهدان از درون مناطق تحت کنترل آلمان. ماه بعد، سلاما بن وینر از خلمنو فرار کرد و اطلاعاتی را به گروه مقاومت آونگ شبث در گتو ورشو رساند. گزارش او که به نام گزارش گرویانوفسکی شناخته می‌شود در ژوئن ۱۹۴۲ به لندن رسید. همچنین در ۱۹۴۲، یان کارسکی پس از آنکه توانست دو بار به صورت قاچاقی وارد گتو ورشو شود، پیام‌هایی به متحدین فرستاد. تا اواخر ژوئیه یا اوایل اوت ۱۹۴۲، رهبران لهستانی در ورشو از کشتار دسته‌جمعی یهودیان در آشوویتس باخبر شده بودند. وزیر امور داخلی لهستان در گزارشی به نام Sprawozdanie 6/42 می‌نویسد که:
[در این اردوگاه‌ها] روش‌های مختلفی برای کشتار به کار گرفته می‌شوند. انسان‌ها به جوخه اعدام سپرده می‌شوند، با پتک هوایی/Hammerluft کشته می‌شوند، و در اتاق‌های ویژه گاز مسوم می‌شوند. زندانیان محکوم به مرگ توسط گشتاپو به وسیله دو روش اول کشته می‌شوند. روش سوم، یعنی اتاق‌های گاز، برای کسنی به کار گرفته می‌شود که بیمار یا ناتوان از کار هستند و مشخصا برای همین منظور به آنجا آورده شده‌اند؛ زندانیان جنگی شوروی، و به تازگی، یهودیان.
گزارش Sprawozdanie 6/42 به مسئولان لهستانی مستقر در لندن توسط پست فرستاده شد و در ۱۲ نوامبر ۱۹۴۲ به دست ایشان رسید. در آنجا این گزارش به انگلیسی ترجمه و به گزارش دیگری با عنوان «گزارش دربارهٔ وضعیت لهستان» به تاریخ ۲۷ نوامبر الحاق شد. به گفته فلمینگ، این گزارش سپس به سفارت لهستان در ایالات متحده فرستاده شد. در ۱۰ دسامبر ۱۹۴۲، وزیر امور خارجه لهستان، ادوارد رازینسکی در جلسه اعلام ظهور سازمان ملل متحد دربارهٔ این کشتارها سخنرانی کرد و متن سخنرانیش با عنوان پاکسازی گسترده یهودیان در لهستان اشغالی توسط آلمان نازی در دسترس دیگر کشورها قرار گرفت. او همچنین دربارهٔ کشتار با گاز؛ دربارهٔ تربلینکا، بلزک، و سوبیبور؛ دربارهٔ اینکه جنبش مقاومت زیرزمینی از این مکان‌ها با عنوان «اردوگاه پاکسازی» یاد می‌کند؛ و اینکه هزاران یهودی در مارس و آوریل ۱۹۴۲ در بلزک کشته شده‌اند گزارش داد. به تخمین او، از ۳٬۱۳۰٬۰۰۰ یهودی ساکن لهستان، یکی از میان هر سه نفر نیز تا همان هنگام کشته شده بود. گزارش رازینسکی توسط نیویورک تایمز و تایمز لندن پوشش داده شد. وینستون چرچیل گزارش را دریافت کرد و آنتونی ایدن آن را به اطلاع کابینه بریتانیا رساند. در ۱۷ دسامبر ۱۹۴۲، ۱۱ کشور متحد اعلامیه مشترک اعضای سازمان ملل متحد را منتشر کردند که در آن «سیاست وحشیانه پاکسازی بدون منطق» محکوم شده بود.
دولت‌های بریتانیا و آمریکا از به اطلاع عمومی رساندن این یافته‌ها در کشورهای خود حضر داشتند. یادداشتی داخلی از سرویس مجارستانی BBC در ۱۹۴۲ می‌نویسد: «نباید به هیچ وجه از یهودیان نام ببریم.» از دید دولت بریتانیا، یهودستیزی مردم مجارستان به حدی بود که تبلیغ دربارهٔ قساوت‌های آلمانی‌ها ضد یهودیان باعث دور شدن مردم مجارستان از متحدین می‌شد. دولت ایالات متحده نیز از اینکه این جنگ به شکل جنگی برای نجات یهودیان قلمداد شود نگران بود چرا که یهودستیزی و تمایل به عدم مداخله تا پیش از ورود آن کشور به صحنه جنگ بسیار بود. اگرچه دولت‌های مختلف و نیز مردم آلمان از آنچه در حال رخ‌دادن بود اطلاع پیدا کرده بودند، به نظر می‌رسد یهودیان خود از آن خبری نداشتند. به گفته سائول فریدلاندر، «شهادت بسیاری از یهودیان ار چهار گوشهٔ اروپا حکایت از آن دارد که برخلاف بخش‌های بزرگی از جامعه اطرافشان، قربانیان درک درستی از آنچه در نهایت انتظار آنان را می‌کشید نداشتند.» به گفته او، در کشورهای غرب اروپا، «جوامع یهودی ناتوان از کنار هم گذاشتن اطلاعات و پذیرفتن این مسئله بودند که آنچه از اخبار و گزارش‌ها شنیده بودند می‌توانست بر سر ایشان نیز بیاید.»

### هولوکاست در مجارستان
اس‌اس بیشتر گتوهای یهودی دولت عومی لهستان را میان ۱۹۴۲–۱۹۴۳ خالی کرده بود و ساکنان را به اردوگاه‌های پاکسازی فرستاد. تنها استثنا در این مورد گتو ووچ بود که در میانه ۱۹۴۴ پاکسازی شد. نزدیک به ۴۲٬۰۰۰ یهودی در دولت عمومی در هنگام عملیات جشن برداشت در ۳ و ۴ نوامبر ۱۹۴۳ با شلیک یه قتل رسیدند. در همان هنگام، محموله‌های قطاری به‌طور منظم از اروپای غربی و جنوبی وارد اردوگاه‌های مرگ می‌شدند. فرستادن یهودیان با قطار دومین اولویت راه‌آهن آلمان پس از نیازهای ترابری ارتش بود و حتی در زمانه فشار فزاینده نظامی در پایان ۱۹۴۲، این قطارها متوقف نشدند. رهبران نظامی و مدیران اقتصادی آلمان از اینکه قطارهای مورد نیازشان برای مصارف دیگر به کار گرفته و نیز کارگران متخصص یهودی کشته می‌شوند ابراز ناخرسندی کرده بودند، اما برای رهبران نازی اهداف ایدئولوژیک بالاتر از ملاحظات اقتصادی بود.
در ۱۹۴۳ برای رهبری نظامی آلمان آشکار بود که این کشور در صحنه جنگ در حال شکست نظامی است. با این حال کشتار دسته‌جمعی متوقف نشد و در ۱۹۴۴ با سرعتی «دیوانه‌وار» ادامه پیدا کرد؛ سالی ککه در آن آشوویتس به تنهایی ۵۰۰٬۰۰۰ نفر را به اتاق‌های گاز فرستاد. در ۱۹ مارس ۱۹۴۴، هیتلر دستور به اشغال نظامی مجارستان داد و آدولف آیشمن را به بوداپست فرستاد تا بر اخراج یهودیان آن کشور نظارت کند. از ۲۲ مارس آن سال، یهودیان ناچار به پوشیدن ستاره زردرنگ بر لباس خود بودند؛ از داشتن خودرو شخصی، دوچرخه، رادیو، یا تلفن منع گشتند؛ و سپس به زور به درون گتوها فرستاده شدند. از ۱۵ مه تا ۹ ژوئیه نیز ۴۳۷٬۰۰۰ یهودی از مجارستان به آشوویتس-برکناو تبعید، و سپس تقریباً همگی ایشان مستقیم به اتاق‌های گاز فرستاده شدند. یک ماه پیش از آغاز اخراج‌ها، آیشمن از راه واسطه‌ای به نام جوئل براند پیشنهادی برای معامله یک میلیون یهودی با ۱۰٬۰۰۰ کامیون و دیگر مهمات به متحدین فرستاد با این قول که از این مهمات در جبهه غربی استفاده نخواهد شد؛ آیشمن خود از این پیشنهاد با عنوان «خون در ازای مهمات» نام برد. دولت بریتانیا پس از خبردار شدن از این پیشنهاد آن را به روزنامه‌ها درز داد. تایمز لندن نیز از آن با عنوان «درجه جدیدی از اوهام و خودفریفتگی» نام برد.

### راهپیمایی‌های مرگ
تا نیمه ۱۹۴۴ آن جوامع یهودی که آلمان نازی به سادگی به آن‌ها دسترسی داشت پاکسازی شده بودند. در ۵ مه ۱۹۴۴، هیملر به افسران ارتش گفت که «مسئله یهود در کل در آلمان و کشورهای فتح‌شده توسط آن به پایان رسیده‌است.» با پیشروی نیروهای شوروی، اردوگاه‌های موجود در شرق لهستان بسته شدند، و تلاش‌هایی برای پنهان کردن شواهد موجود از کشتارها انجام شد. اتاق‌های گاز نابود شدند، کوره‌های آدم‌سوزی با دینامیت منفجر، و اجساد درون گورهای دسته‌جمعی بیرون آورده تا به آتش کشیده شوند. از ژانویه تا آوریل ۱۹۴۵، اس‌اس زنانیان را در «راهپیمایی‌های مرگ» به سوی اردوگاه‌های درون خاک آلمان و اتریش در غرب فرستاد. در ژانویه ۱۹۴۵، آلمانی‌ها تا ۷۱۴٬۰۰۰ زندانی در اردوگاه‌های کار اجباری داشتند؛ تا مه آن سال، ۲۵۰٬۰۰۰ (۳۵ درصد) تن از ایشان در طی راهپیمایی‌های مرگ کشته شدند. بسیاری از این زندانیان در پی ماه‌ها و سال‌ها گرسنگی کشیدن و خشونت نیروهای آلمانی خسته و بیمار بودند، و در طی این راهپیمایی‌ها نیز مسافت طولانی را بدون غذا یا سرپناه طی کرده، به صورت فشرده در قطارها قرار گرفتند، و ناچار بودند مسافت میان ایستگاه قطار تا اردوگاه‌های جدید را طی کنند. به آنانی که توانایی راه رفتن نداشتند یا عقب می‌افتادند شلیک می‌شد.

### آزادسازی

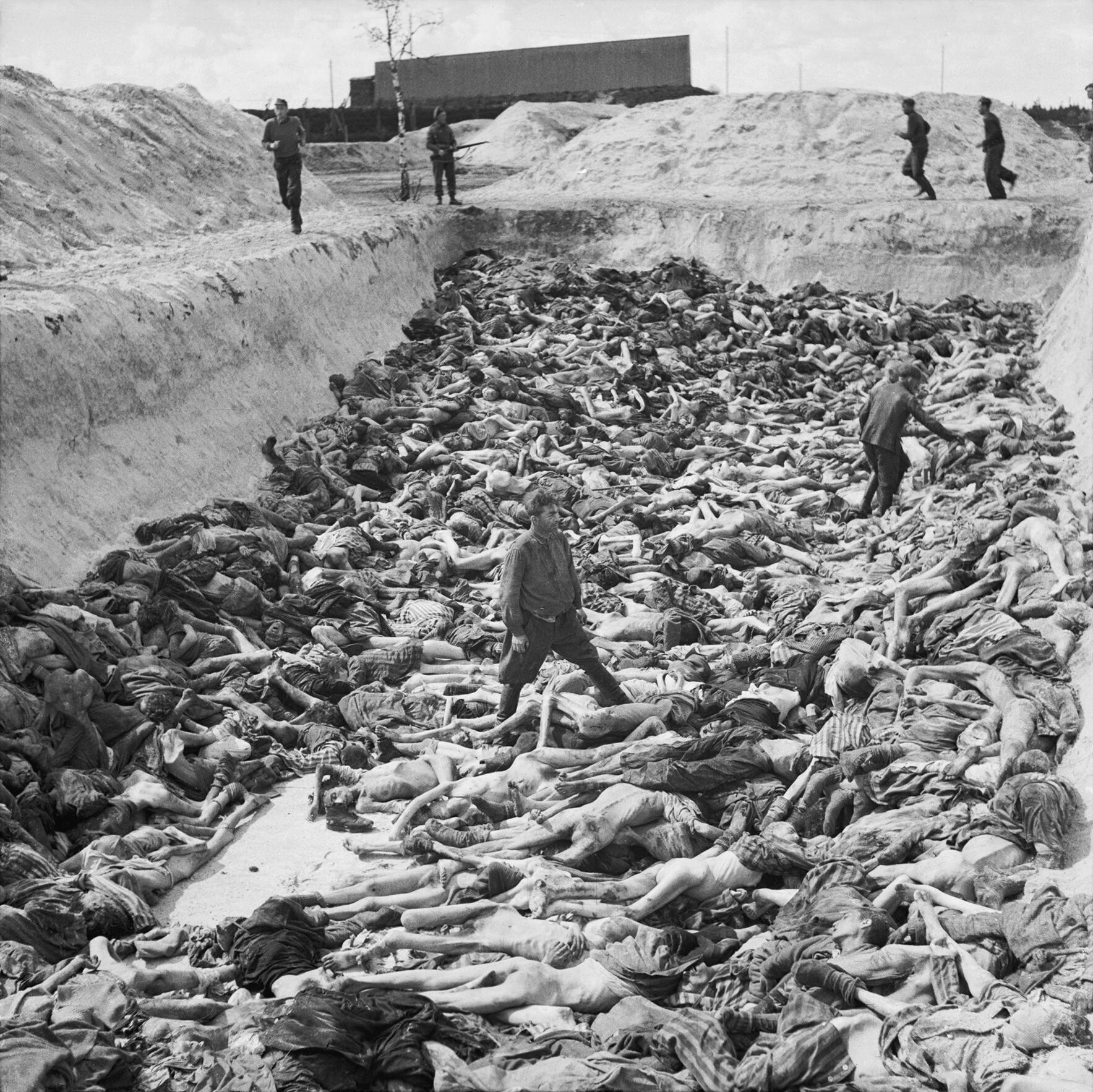
فریتز کلاین، پزشک اردوگاه برگن-بلزن، بر روی توده‌ای از اجساد در گوری دسته‌جمعی، پس از آزاد شدن اردوگاه توسط نیروهای بریتانیایی در آوریل ۱۹۴۵

نخستین اردوگاه اصلی که به دست نیروهای متحدین افتاد مایدانک به همراه اتاق‌های گازش بود که توسط نیروهای شوروی در حال پیشروی در ۲۵ ژوئیه ۱۹۴۴ کشف شد. تربلینکا، سوبیبور، و بلزک به دلیل نابود شدن توسط نیروهای آلمانی در ۱۹۴۳ آزاد نشدند. آشوویتس اما در ۲۷ ژانویه ۱۹۴۵ توسط نیروهای شوروی آزاد شد و در آن ۷۰۰۰ زندانی در سه بخش اصلی و ۵۰۰ زندانی در زیربخش‌های اردوگاه پیدا شدند. بوخن‌والد در ۱۱ آوریل توسط آمریکاییان؛ برگن-بلزن در ۱۵ آوریل توسط نیروهای بریتانیا؛ داخاو در ۲۹ آوریل توسط آمریکاییان؛ راونسبروک در ۳۰ آوریل توسط شوروی؛ و ماوتهاوزن در ۵ مه توسط آمریکاییان آزاد شدند. صلیب سرخ نیز در ۳ مه کنترل بازداشتگاه ترزینشتات را پند روز پیش از ورود نیروهای شوروی در دست گرفت.
لشکر زرهی یازدهم در هنگام آزادسازی برگن-بلزن ۶۰٬۰۰۰ زندانی (۹۰ درصد یهودی)، به همراه ۱۳٬۰۰۰ جسد دفن‌نشده را پیدا کرد. ۱۰٬۰۰۰ نفر دیگر نیز به دلیل ابتلا به تیفوس یا عوارض ناشی از گرسنگی در هفته‌های پس از آن مردند. گزارش ریچارد دیمبلی، گزارشگر جنگی بی‌بی‌سی در آن هنگام، از صحنه‌های درون اردوگاه به حدی دلخراش بود که بی‌بی‌سی برای ۴ روز از پخش آن سر باز زد، اما در نهایت در ۱۹ آوریل پس از آنکه دیمبلی تهدید به کناره‌گیری کرد آن را پخش کرد. به گفته او «هیچ‌گاه سربازان بریتانیایی را چنین مملو از خشم برآمده از ناتوانی [از یاری‌رساندن] ندیده بودم» :
در اینجا یک هکتار جسد و انسان در حال مرگ قرار داد. نمی‌توان فهمید چه کسی زنده است و چه کسی مرده. … زنده‌ها سر خود را بر بدن مرده‌ها نهاده‌اند و کنارشان دسته‌ای شبح‌وار از انسان‌های لاغر و بی‌هدف که چیزی برای انجام دادن یا امیدی برای زندگی ندارند قرار دارند؛ کسانی که توانایی جابجا کردن بدنشان و حتی مشاهده صحنه‌های دلخراش نزدیک خود را ندارند. … بچه‌هایی که اینجا به دنیا آمده‌اند چنان پلاسیده و کوچک هستند که توان ادامه حیات ندارند. مادری به جنون کشیده شده بر سر سربازی بریتانیایی جیغ کشید تا برای بچه‌اش شیر تهیه کند، و کودک نحیف پیچیده شده در لحاف را به آغوش سرباز پرتاب کرد. … سرباز با گشودن لحاف دریافت که بچه چندین روز بود که مرده بود. این روز در بلزن وحشتناک‌ترین روز من در زندگی بوده‌است.

### آمار کشته‌شدگان
همچنین بنگرید به: جمعیت یهودی در کشورها
| کشور                   | شمار یهودیان کشته شده |
| ---------------------- | --------------------- |
| آلبانی                 | ۵۹۱                   |
| اتریش                  | ۶۵٬۴۵۹                |
| در کشورهای حوزه بالتیک | ۲۷۲٬۰۰۰               |
| بلژیک                  | ۲۸٬۵۱۸                |
| بلغارستان              | ۱۱٬۳۹۳                |
| کرواسی                 | ۳۲٬۰۰۰                |
| چک‌اسلواکی              | ۱۴۳٬۰۰۰               |
| دانمارک                | ۱۱۶                   |
| فرانسه                 | ۷۶٬۱۳۴                |
| آلمان                  | ۱۶۵٬۰۰۰               |
| یونان                  | ۵۹٬۱۹۵                |
| مجارستان               | ۵۰۲٬۰۰۰               |
| ایتالیا                | ۶٬۵۱۳                 |
| لوکزامبورگ             | ۱٬۲۰۰                 |
| هلند                   | ۱۰۲٬۰۰۰               |
| نروژ                   | ۷۵۸                   |
| لهستان                 | ۲٬۱۰۰٬۰۰۰             |
| رومانی                 | ۲۲۰٬۰۰۰               |
| صربستان                | ۱۰٬۷۰۰                |
| در اتحاد جماهیر شوروی  | ۲٬۱۰۰٬۰۰۰             |
| کل                     | ۵٬۸۹۶٬۵۷۷             |

کشته‌های یهودی نزدیک به یک سوم همه یهودیان جهان را، شامل دو-سوم یهودیان اروپا بر پایه تخمین ۹٫۷ میلیون نفری از یهودیان اروپایی در آغاز جنگ، تشکیل می‌دادند. بنا بر یاد واشم، مولی گرامیداشت یاد شهیدان و قهرمانان هولوکاست در اورشلیم، «همه بررسی‌های معتبر» حکایت از آن دارند که میان ۵ تا ۶ میلیون یهودی کشته شدند. تخمین‌های نخستین پس از جنگ شامل ۴٫۲ تا ۴٫۵ میلیون به گفته جرالد رایتلینگر؛ ۵٫۱ میلیون به گفته رائول هیلبرگ؛ و ۵٫۹۵ میلیون به گفته یاکوب لشینتسکی بوده‌اند. در ۱۹۹۰، یهودا بائر و رابرات روزت به تخمین ۵٫۵۹–۵٫۸۶ میلیون رسیدند، و در ۱۹۹۱ ولفگانگ بنز به عددی میان ۵٫۲۹ تا اندکی بالاتر از ۶ میلیون تن. این اعداد شامل یک میلیون کودک می‌شدند. بیشتر عدم قطعیت دربارهٔ آمار مربوط به نبود آمار درستی در زمینه شمار یهودیان ساکن اروپا پیش از ۱۹۳۹ است و همچنین جابجایی مرزها که مشکل دوبرابر شمردن قربانیان را در پی دارد، عدم ثبت دقیق از سوی متجاوزان، و عدم قطعیت دربارهٔ اینکه آیا باید کشته‌شدگان در هفته‌های پس از آزادسازی اردوگاه‌ها را نیز به‌شمار آرود یا نه.
اردوگاه‌های مرگ در لهستان مسئول نیمی از کشتار یهودیان بودند. در آشوویتس شمار یهودیان کشته شده ۹۶۰٬۰۰۰ تن بود؛ تربلینکا ۸۷۰٬۰۰۰ تن؛ بلزک ۶۰۰٬۰۰۰ تن؛ خلمنو ۳۲۰٬۰۰۰ تن؛ سوبیبور ۲۵۰٬۰۰۰ تن؛ و مایدانک ۷۹٬۰۰۰ تن.
آمار کشته‌شدگان ارتباط نزدیکی با تلاش کشورهای اروپایی برای محافظت از شهروندان یهودی خود داشت. در کشورهای متحد با آلمان، به کنترل بر شهروندان یهودی گاه به عنوان مسئله‌ای مرتبط با استقلال کشور نگریسته می‌شد و عدم نابودی کامل دولت – برخلاف دیگر کشورهایی که در آن‌ها دولت دست‌نشانده پس از اشغال توسط آلمان بر سر کار گذاشته شد – مانع از نابودی کامل جوامع این کشورها شد. در کشورهای اشغال‌شده اما، نابودی دولت مستقر با خود نابودی جوامع یهودی را در پی داشت: ۷۵ درصد یهودیان در هلند کشته شدند؛ به همچنین ۹۹ درصد یهودیان در استونی در هنگامی که آلمان آن کشور را در ژانویه ۱۹۴۲ در جریان کنفرانس وانزه «عاری از یهودی» نامید. ۷۵ درصد یهودیان فرانسه و نیز ۹۹ درصد یهودیان دانمارک جان سالم به در بردند.
به گفته کریستیان گرلاش، بقای یهودیان در کشورهایی که دولتشان مستقر ماند نشان می‌دهد که «برای قدرت آلمان حد و اندازه‌ای وجود داشت»، و اینکه تأثیر دولت‌های غیرآلمانی و دیگران بسیار حیاتی به‌شمار می‌رفت. یهودیانی که دولت پیش از جنگشان پس از حمله آلمانی‌ها نابود شده (از جمله لهستان و کشورهای حوزه بالتیک) یا همچون مناطق غرب شوروی جابجا شده بودند، در تیررس آلمانی‌ها و نیز نیروهای متخاصم محلی بوده و پاکسازی شدند. تقریباً همهٔ یهودیان ساکن در لهستان اشغالی، کشورهای حوزه بالتیک و غرب شوروی کشته شدند. شانس زنده ماندن ایشان به صورت میانگین تنها ۵ درصد بود. از ۳٫۳ میلیون یهودی لهستان، نزدیک ۹۰ درصد کشته شدند.

## دیگر قربانیان آزار و اذیت نازی‌ها

### غیرنظامیان شوروی و اسیران جنگی

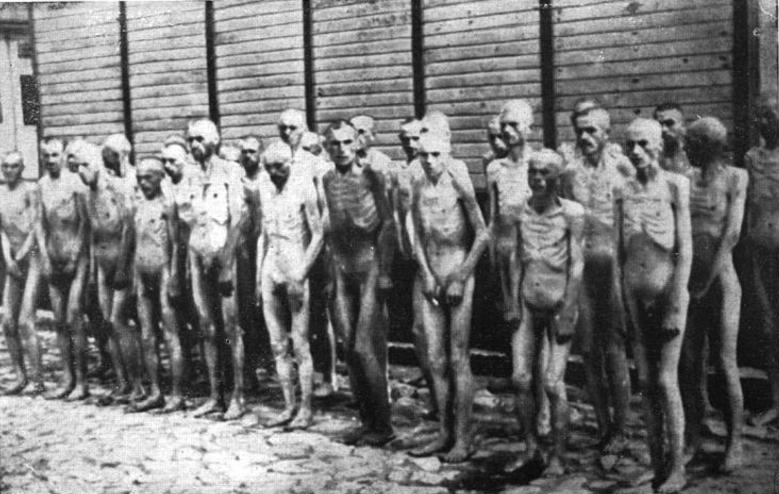
اسیران جنگی شوروی در اردوگاه کار اجباری ماوتهاوزن، اتریش

نازی‌ها به اسلاوها به چشم دون‌انسان نگاه می‌کردند. نیروهای آلمانی روستاهای درون خاک شوروی را ویران می‌کردند، غیرنظامیان را به زور به کار اجباری می‌گرفتند، و با گرفتن غذای آن‌ها، گرسنگی پدیدمی‌آوردند. در بلاروس، آلمان طرحی را به اجرا گذاشت که در آن ۳۸۰٬۰۰۰ غیرنظامی به بردگی گرفته شدند و صدها هزار تن نیز کشته شدند. همه جمعیت بیش از ۶۰۰ روستا به قتل رسیدند، و کمینه ۵٬۲۹۵ منطقه مسکونی در بلاروس با خاک یکسان شدند. به گفته تیموتی اسنایدر، از ۹ میلیون سکنه بلاروس شوروی «نزدیک به ۱٫۶ میلیون تن توسط آلمانی‌ها در طی سلسله‌اقداماتی دور از صحنه جنگ کشته شدند؛ از میان ایشان ۷۰۰٬۰۰۰ تن اسیر جنگی، ۵۰۰٬۰۰۰ تن یهودی، و ۳۲۰٬۰۰۰ تن پارتیزان گزارش شده‌اند که البته اکثریت غالبشان غیرنظامیان غیرمسلح بودند.» موزه یادبود هولوکاست در ایالات متحده شمار کشته‌شدگان را میان ۳٫۳ تا ۵٫۷ میلیون زندانی اسیر در بازداشت آلمان تخمین می‌زند. با افزایش نیاز آلمان به اسیران جنگی، میزان مرگ و میر در میان ایشان نیز بالا رفت؛ در ۱۹۴۳، نیم میلیون اسیر به کار اجباری گرفته شدند. آدولف هیتلر خود دستور نابودی لنینگراد و همه ساکنانش را داد. این اقدامات همگی بخشی از Generalplan Ost (طرح جامع برای شرق) بودند که نظر به پاکسازی، آلمانی‌سازی، و تبعید بیشتر یا همگی مردم روس، اوکراینی، و بلاروسی با هدف تأمین فضای زندگی بیشتر برای مردم آلمانی داشت.
| گروه                                        | تخمین کشته‌شدگان               | منبع            |
| ------------------------------------------- | ----------------------------- | --------------- |
| غیرنظامیان شوروی (جدای از ۱٫۳ میلیون یهودی) | ۵٫۷ میلیون                    | [ ۳۳۷ ]         |
| اسیران جنگی شوروی (شامل ۵۰٬۰۰۰ سرباز یهودی) | ۳ میلیون                      | [ ۳۳۷ ]         |
| لهستانی‌های غیریهودی                         | ۱٫۸ میلیون                    | [ ۳۳۷ ] [ ۳۳۸ ] |
| غیرنظامیان صرب                              | ۳۱۲٬۰۰۰                       | [ ۳۳۷ ]         |
| ازکارافتادگان                               | تا ۲۵۰٬۰۰۰                    | [ ۳۳۷ ]         |
| کولی‌ها                                      | ۱۹۶٬۰۰۰–۲۲۰٬۰۰۰               | [ ۳۳۷ ]         |
| شاهدان یهوه                                 | ۱٬۹۰۰                         | [ ۳۳۷ ] [ ۳۳۹ ] |
| مجرمان                                      | کمینه ۷۰٬۰۰۰                  | [ ۳۳۷ ]         |
| مردان همجنسگرا                              | صدها تن؛ عدد دقیق در دست نیست | [ ۳۳۷ ] [ ۳۴۰ ] |
| مخالفان سیاسی                               | عدد دقیق در دست نیست          | [ ۳۳۷ ]         |

### لهستانی‌های غیریهودی
در مناطق تحت اشغال آلمان، رابطه اجتماعی برقرار کردن میان آلمانی‌ها و لهستانی‌ها ممنوع بود، و هیتلر به وضوح عنوان کرده بود که کارگران لهستانی می‌بایست همواره در شرایط به گفتهٔ رابرت گلتگی «دون‌پایگی همیشگی» قرار داشته باشند. هیملر در گزارشی به تاریخ ۲۵ مه ۱۹۴۰ به هیتلر می‌گوید که به سود آلمان خواهد بود اگر میان گروه‌های نژادی ساکن شرق اختلاف بیندازد. نظر او بر این بود که غیرآلمانی‌های ساکن این مناطق نباید در مقطع ابتدایی بیشتر از آنچه نیاز است تا بتوانند نامشان را بنویسند، تا ۵۰۰ بشمارند، سخت کار کنند، و گوش به فرمان آلمانی‌ها باشند درس بخوانند. جامعه سیاسیون لهستانی نیز آماج کارزارهای کشتار (از جمله Intelligenzaktion و AB-Aktion) قرار گرفتند. میان ۱٫۸ تا ۱٫۹ میلیون شهروند غیریهودی لهستانی در طی جنگ توسط آلمانی‌ها نابود شدند؛ نزدیک به چهار-پنجم ایشان لهستانی‌تبارها بودند و باقی اوکراینی‌ها و بلاروس‌ها. کمینه ۲۰۰٬۰۰۰ تن از آن‌ها در اردوگاه‌های مرگ کشته شدند، و ۱۴۶٬۰۰۰ تن در آشوویتس. شمار دیگری نیز در طی کشتارهای دسته‌جمعی یا خیزش‌هایی چون خیزش ورشو که در آن ۱۲۰٬۰۰۰–۲۰۰٬۰۰۰ تن جان باختند، کشته شدند. کودکان لهستانی همچنین توسط آلمانی‌ها ربوده می‌شدند تا آلمانی‌سازی شوند.

### کولی‌ها
آلمان و متحدانش نزدیک به ۲۲۰٬۰۰۰ مردم کولی، برابر با ۲۵ درصد جمعیت این گروه در اروپا، را در طی آنچه کولی‌ها Pořajmos می‌خوانند، کشتند. رابرت ریتر، سرپرست Rassenhygienische und Bevolkerungsbiologische Forschungsstelle از آن‌ها با عنوان «صورتی غریب از گونه انسان که ناتوان از پیشرفت هستند و توسط جهش ژنتیکی پدید آمده‌اند» یاد کرده بود. در مه ۱۹۴۲، آن‌ها تحت همان قوانینی قرار گرفتند که بر ضد یهودیان تعبیه شده بودند، و در دسامبر آن سال هیملر دستور داد تا «کولی‌های Mischlinge [با نژاد مخلوط] و اعضای این قبیله که از بالکان نشات می‌گیرند و از خون آلمانی نیستند» به آشوویتس فرستاده شوند، مگر آنکه پیش از آن در ورماخت به خدمت پرداخته باشند. او دستور خود را در ۱۵ نوامبر ۱۹۴۳ به این صورت تعدیل کرد که در مناطق شوروی اشغالی «با آن کولی‌ها و نیمه‌کولی‌هایی که یکجانشین هستند همچون دیگر شهروندان آلمان برخورد شود. اما با کولی‌های کوچنده همچون یهودیان برخورد شده و به اردوگاه‌های کار اجباری فرستاده شوند.» به گفته یهودا بائر، این دستور نشانگر آن بخشی از ایدئولوژی آلمان نازی بود که باور داشت کولی‌ها که در اصل از نژاد مردم آریایی بودند توسط «خون‌های غیرآریایی» به کثافت کشیده شده بودند. در بلژیک، فرانسه، و هلند، کولی‌ها دچار محدودیت شده و در اردوگاه‌های ویژه ای ساکن داده شدند، اما کولی‌های شرق اروپا به اردوگاه‌های کار اجباری فرستاده شده و به‌شمار فراوان کشته شدند. در این اردوگاه‌ها آنان می‌بایست نشان سیاه‌رنگ بر لباس خود می‌زدند و در بخش مجرمان قرار می‌گرفتند. در جریان حمله به شوروی، آن‌ها مورد هجوم آیزنتس‌گروپن قرار گرفتند، اگرچه نه به اندازه یهودیان. گمان می‌رود ۱۰۰۰ نفر از آن‌ها توسط آیزنتس‌گروپن در اسلواکی کشته شده باشند. پس از اشغال مجارستان در ۱۹۴۴، ۱۰۰۰ کولی به آشوویتس تبعید شدند. آن‌ها همچنین هدف برخورد متحدان آلمان، از جمله اوستاشه در کرواسی گشتند؛ جایی که در آن هزاران تن از ایشان در اردوگاه مرگ یاسنواتس کشته شدند. شمار کل کشته‌شدگان کولی در کرواسی به ۲۸٬۰۰۰ تن بالغ می‌شود.

### مخالفان سیاسی و مذهبی
آلمانی‌های کمونیست، سیالیست‌ها، و هواداران اتحادیه‌های کارگری از جمله نخستین هدف‌های نازی‌ها بودند، و نیز نخستین کسانی که به اردوگاه‌های مرگ فرستاده شدند. Nacht und Nebel که بخشنامه‌ای از سوی هیتلر در دسامبر ۱۹۴۱ بود باعث ناپدید شدن قهری فعالان سیاسی در همه مناطق اشغالی توسط آلمان شد. به دلیل خودداری شاهدان یهوه از سوگند وفاداری خوردن به نام آلمان یا خدمت در ارتش نازی، ایشان به اردوگاه‌های کار اجباری فرستاده می‌شدند و در آنجا پس از گرفته نشان مثلث صورتی‌رنگ، به ایشان گزینه دست بریدن از باورشان و پذیرش سلطه نازی‌ها داده می‌شد. بنا بر تخمین موزه یادبود هولوکاست در واشینگتن، ۲٬۷۰۰ تا ۳٬۳۰۰ تن به اردوگاه‌ها فرستاده شدند که از میانشان ۱٬۴۰۰ تن کشته شدند. به گفته تاریخ‌دان آلمانی، دتلف گارب، «هیچ آیین و مذهب دیگری همچون شاهدان یهوه در برابر فشارها برای تسلیم به خواست‌های نازی‌ها چنین اتحاد و پایمردی از خود نشان نداد.»

### مردان همجنسگرا
نزدیک به ۱۰۰٬۰۰۰ مرد همجنسگرا در آلمان دستگیر شدند و ۵۰٬۰۰۰ تن از آن‌ها میان ۱۹۳۳ تا ۱۹۴۵ به زندان رفتند؛ گمان می‌رود ۵٬۰۰۰–۱۵٬۰۰۰ نفر به اردوگاه‌های کار اجباری فرستاده شده باشند که در آنجا می‌بایست مثلث صورتی بر لباس خود می‌پوشیدند. مشخص نیست چه شمار از آن‌ها کشته شدند. صدها تن از آن‌ها همچنین اخته شدند، که این گاه توسط قربانیان به صورت «اختیاری» انجام می‌شد تا از تبعات احکام کیفری به دور مانند. در ۱۹۳۶ هیملر دفتر مرکزی رایش برای مبارزه با همجنسگرایی و سقط جنین را تأسیس کرد. پلیس همچنین بارهای همجنس‌گرایان و نشریات آنان را پلمب کرد. زنان همجنسگرا اما به نسبت کمتر آزار دیدند چرا که نازی‌ها آن‌ها را بیشتر به دیده «غیراجتماعیان» نگاه می‌کردند تا منحرفان جنسی.

### سیاه‌پوستان
هنگام بر روی کار آمدن نازی‌ها در آلمان، شمار آفریقایی-آلمانی‌های کشور میان ۵٬۰۰۰ تا ۲۵٬۰۰۰ تن تخمین زده می‌شود. معلوم نیست که آیا این اعداد شامل آسیایی‌ها نیز می‌شود یا نه. اگرچه سیاه‌پوستان در آلمان و مناطق اشغالی آن در اروپا مورد اذیت و آزار، اخته‌سازی، و کشتار قرار می‌گرفتند، اما هیچ برنامه مشخصی برای کشتن آن‌ها به عنوان یک گروه ویژه وجود نداشت.

## پیامدها

### محاکمه‌ها

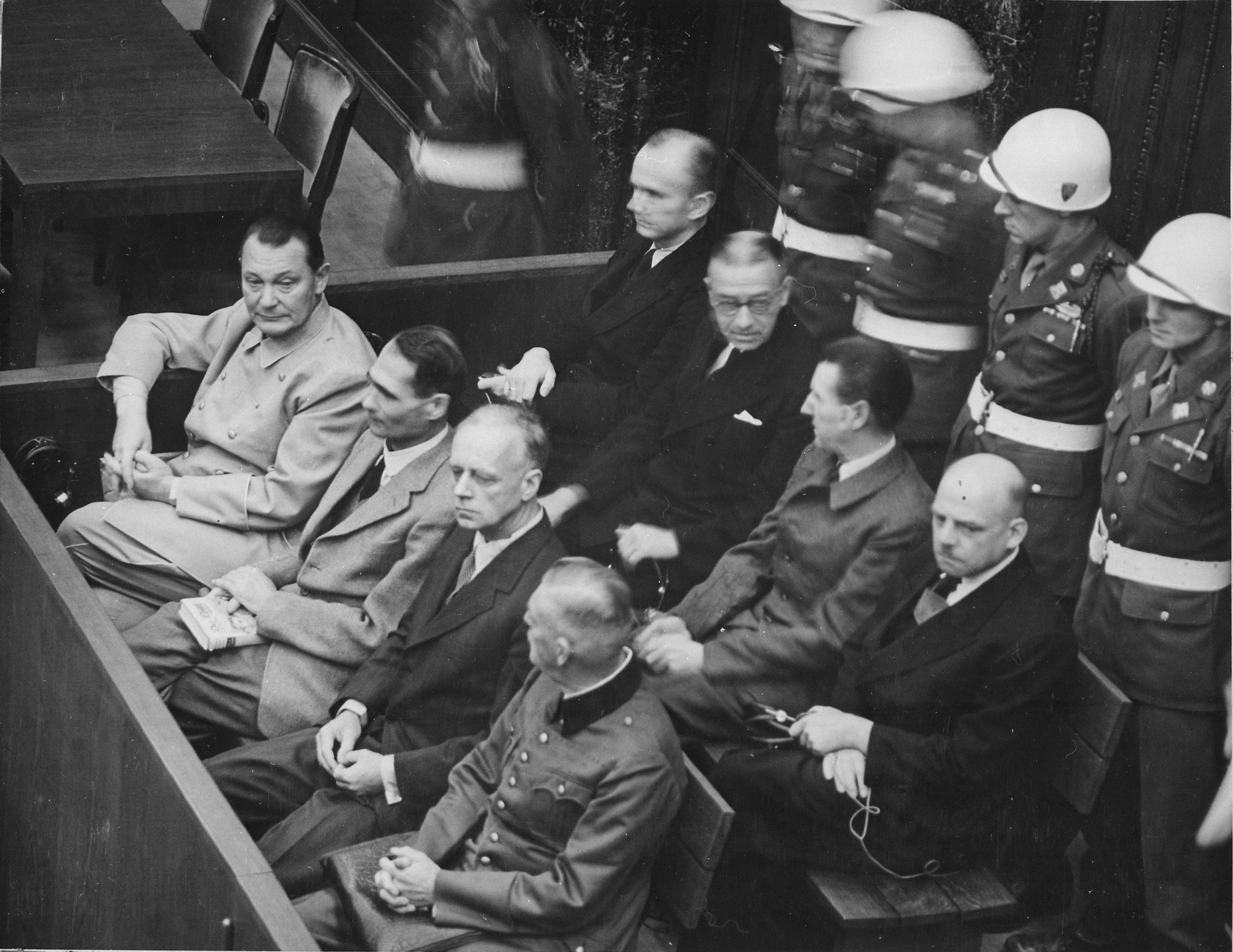
متهمین نشسته بر صندلی در دادگاه نورنبرگ، ۱۹۴۵–۱۹۴۶.
(ردیف جلو، از چپ به راست): هرمان گورینگ، رودلف هس، یواخیم فون ریبنتروپ، ویلهلم کایتل (ردیف دوم، از چپ به راست): کارل دونیتس، اریش ردر، بالدور فون شیراخ، فریتس زاوکل

دادگاه نورنبرگ شامل زنجیره‌ای از دادگاه‌های نظامی بود که پس از جنگ توسط متفقین در نورنبرگ آلمان بر پاشدند و هدفشان محاکمه رهبران آلمان نازی بود. نخستین این دادگاه‌ها در ۱۹۴۵–۱۹۴۶ برای ۲۲ تن از فرماندهان سیاسی و نظامی و در برابر هیئتی نظامی بین‌المللی بر پا شد. آدولف هیتلر، هاینریش هیملر، و یوزف گوبلز ماه‌ها پیشتر خودکشی کرده بودند. دادستانی خواهان کیفرخواست علیه ۲۴ مرد (دو مورد تا پیش از به پایان رسیدن دادگاه از حیث دادرسی افتادند) و هفت سازمان شد: کابینهٔ رایش، Schutzstaffel (اس‌اس)، زیکِهایتِسْدینْتْسْ، گشتاپو، Sturmabteilung (اس آ) و صدارت عظمی.
کیفرخواست‌ها به دلیل شراکت در توطئه به منظور برهم زدن صلح تنظیم شده بودند؛ برنامه‌ریزی، آغاز و ادامهٔ جنگ تهاجمی و دیگر جرم‌های مربوط به برهم زدن صلح؛ جنایت‌های جنگی؛ و جنایات علیه بشریت. دادگاه به احکامی از تبرئه گرفته تا اعدام توسط دار رای داد. یازده تن از متهمان از جمله یواخیم فون ریبنتروپ، ویلهلم کایتل، آلفرد روزنبرگ و آلفرد یودل اعدام شدند. به گفته قاضی، ریبنتروپ «نقش اساسی در برنامهٔ هیتلر برای 'حل نهایی مشکل یهود' اجرا کرد.»
در جریان دادگاه‌های متعاقب نورنبرگ میان ۱۹۴۶–۱۹۴۹، ۱۸۵ متهم دیگر نیز محاکمه شدند. آلمان غربی در ابتدا افراد اندکی از نازی‌های پیشین را محاکمه کرد، اما پس از ۱۹۵۸ دولت گروه ویژه‌ای را به این امر اختصاص داد. دیگر دادگاه‌های نازی‌ها و همکارانشان در اروپای غربی و شرقی شکل گرفتند. در ۱۹۶۰، مأموران موساد آدولف آیشمان را در آرژانتین دستگیر کرده و به اسرائیل بردند تا در دادگاهی با ۱۵ کیفرخواست، از جمله جنایات جنگی، جنایت علیه بشریت، و جنایت بر ضد مردم یهودی محاکمه شود. او در دسامبر ۱۹۶۱ محکوم شد و در ژوئن ۱۹۶۲ به دار آویخته شد. محاکمه آیشمان و اعدام او باعث برانگیخته شدن دوباره توجه‌ها به جنایات جنگی نازی‌ها و در کل هولوکاست شد.

### جبران خسارات

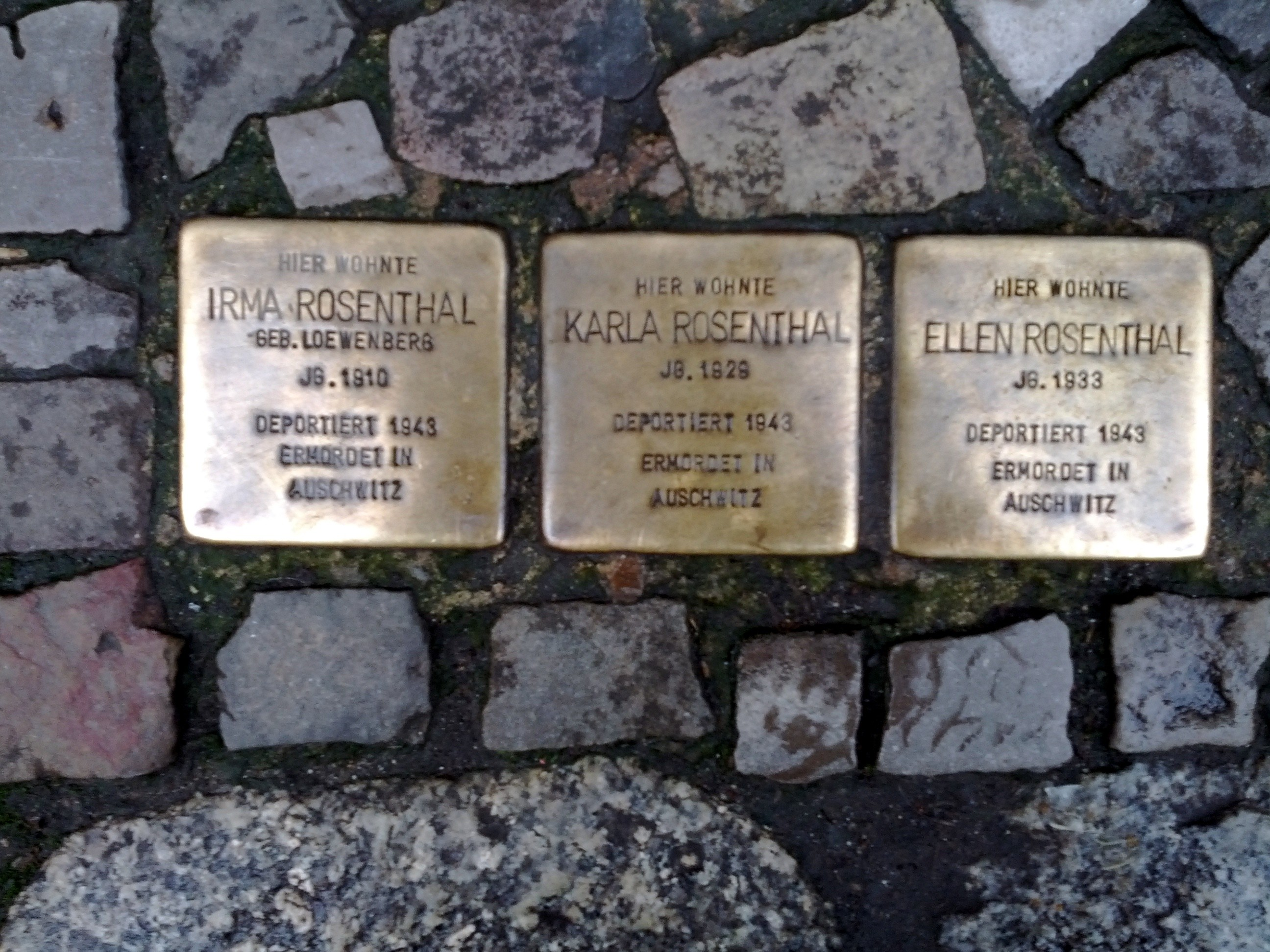
اشتالپرشتاین، برلین-میته، ۲۰۱۱

دولت اسراییل در مارس ۱۹۵۱ با این استدلال که آلمان ۶ میلیارد دلار از یهودیان اروپایی دزدیده بود، درخواست ۱٫۵ میلیارد دلار از دولت جمهوری آلمان فدراتیو کرد تا بتواند به بازتوان‌یابی ۵۰۰٬۰۰۰ بازمانده یهودی کمک کند. کنفرانس دعوای مادی یهودیان علیه آلمان در نیویورک گشایش یافت و پس از گفتگوها این اعاده مالی به ۸۴۵ میلیون دلار کاسته شد.
آلمان غربی همچنین در ۱۹۸۸، ۱۲۵ میلیون دلار دیگر نیز برای جبران خسارات پرداخت کرد. شرکت‌هایی همچون ب‌ام‌و، دویچه بانک، فورد، اوپل، زیمنس، و فولکس‌واگن به دلیل بهره‌گیری از کارگران اجباری هدف اقامه دعوا شدند. در پاسخ، آلمان بنیاد «یادآوری، مسئولیت، و آینده» را در سال ۲۰۰۰ پایه‌گذاری کرد و این بنیاد ۴٫۴۵ میلیارد یورو به قربانیان کار اجباری (برای هر یک نزدیک به ۷٬۶۷۰ یورو) پرداخت کرد. در ۲۰۱۳، آلمان با پرداخت ۷۷۲ میلیون یورو برای گشایش مراکز نگهداری از سالمندان، خدمات اجتماعی، و دارو برای ۵۶٬۰۰۰ بازمانده هولوکاست در سراسر جهان موافقت کرد. شرکت راه‌آهن دولتی فرانسه در ۲۰۱۴ پذیرفت تا ۶۰ میلیون دلار به بازماندگان آمریکایی-یهودی (هر یک تقریباً ۱۰۰٬۰۰۰ دلار) برای نقش خود در جابجایی ۷۶٬۰۰۰ یهودی از فرانسه به اردوگاه‌های مرگ میان ۱۹۴۲ تا ۱۹۴۴ بپردازد.

### هیستوریکشترایت، مسئله یکتایی

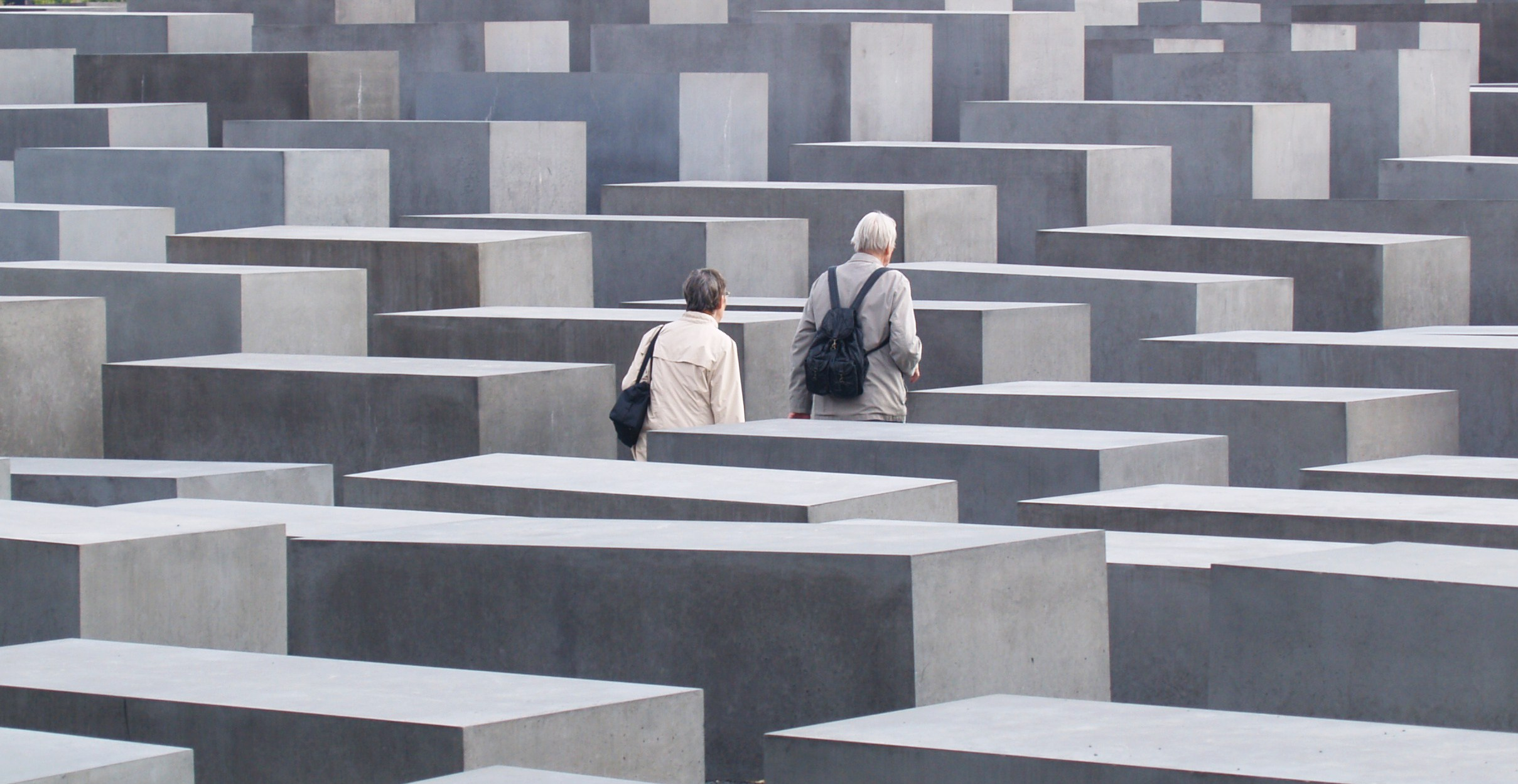
یادمان یهودیان کشته‌شده در اروپا، برلین، ۲۰۰۸

در نخستین دهه‌های مطالعات هولوکاست، متخصصان به هولوکاست به دیدهٔ رویداد قتل‌عامی یکتا به دلیل گستره و حساسیت آن می‌نگریستند؛ نورا لوین از «جهان آشوویتس» به عنوان «کُره‌ای جدید [بر روی زمین]» نام برد. در دهه ۱۹۸۰ اما این دیدگاه در آلمان غربی با طرح مسئله Historikerstreit («مشاجرهٔ تاریخ‌دانان») و تلاش برای بازتعریف هولوکاست در تاریخ‌نگاری آلمان زیر سؤال رفت.
در ژوئن ۱۹۸۶، ارنست نولته با چاپ مقاله‌ای با عنوان «گذشته‌ای که خلاصی از آن ممکن نیست: سخنانی که می‌توان نوشت اما دیگر نتوان بیان کرد» در روزنامه محافظه‌کار فرانکفورتر آلگماینه زایتونگ به طرح Historikerstreit پرداخت. به گفته او به جای آنکه بتوان به مطالعهٔ رویدادهای تاریخی پرداخت، دوره نازی همچو شمشیری بالای سر آلمان کنونی حضور دارد. او به مقایسه «گناه آلمانی‌ها» با انگارهٔ «گناه یهودیانِ» نازی‌ها پرداخت، و استدلال کرد که تمرکز بر راه حل نهایی باعث نادیده گرفتن برنامه‌های هومرگی نازی‌ها و رفتار آنان با اسیران جنگی شوروی، و نیز چشم‌پوشی بر مسائلی چون جنگ ویتنام و جنگ شوروی در افغانستان شده‌است. او با مقایسه آشوویتس با گولاگها اظهار کرد که هولوکاست پاسخی بر ترس هیتلر از اتحادیه شوروی بود: «مگر نه آنکه جنایات گولاگ‌ها بر آشوویتس مقدم بودند؟ آیا پاکسازی کامل بنابره‌ای از مردم [در زمان استالین] 'پیش‌درآمدی' منطقی و حقیقی بر 'کشتار نژادی' ناسیونال سوسیالیست‌ها نبود؟ … آیا ممکن است که آشوویتس ریشه در زمانه ای داشته باشد که هنوز حل نشده باقی مانده؟»

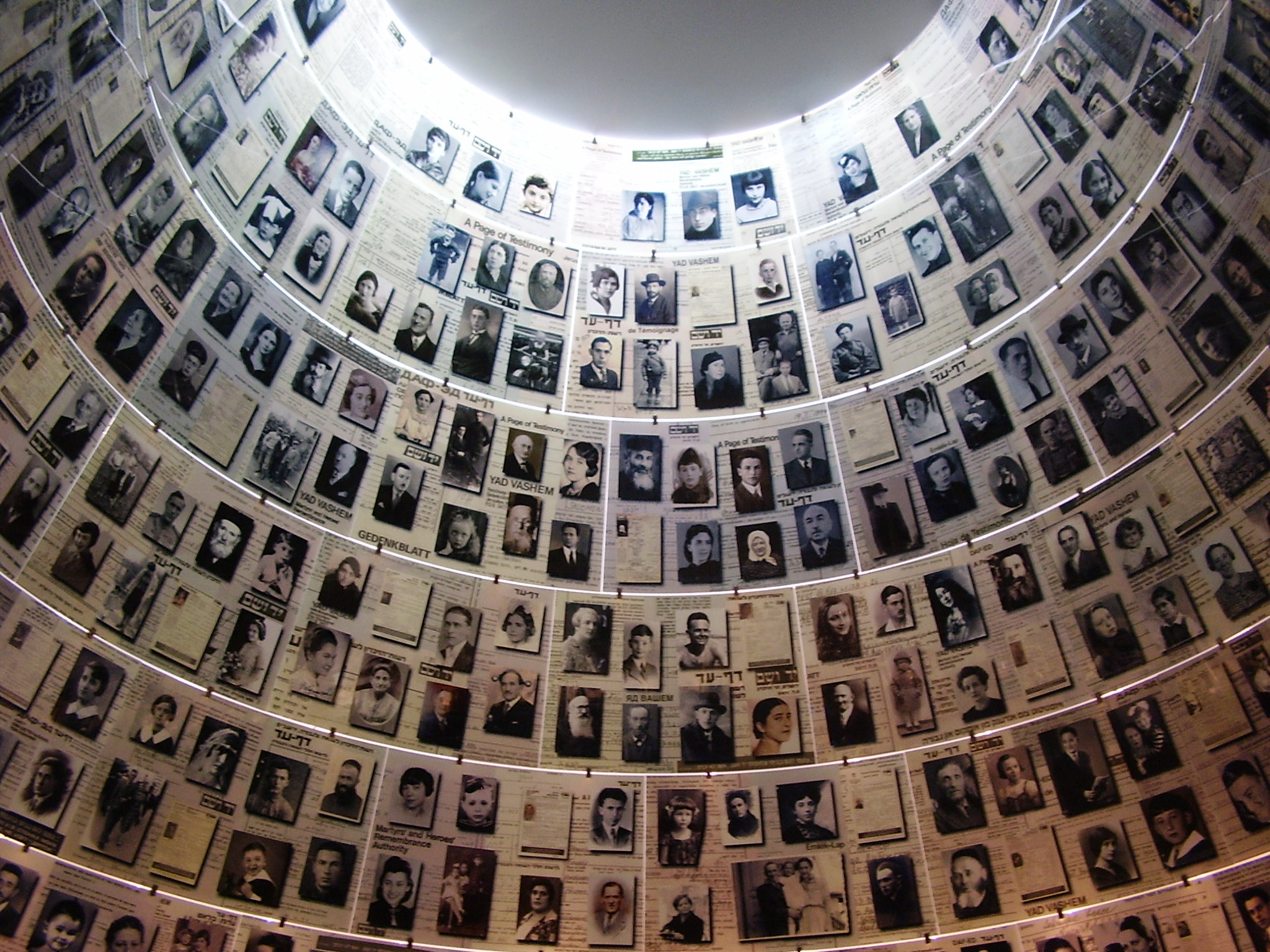
تالار نام‌ها، یاد واشم، اورشلیم، ۲۰۱۱

استدلال‌های نولته به عنوان تلاشی برای عادی‌سازی هولوکاست قلمداد شدند؛ یکی از مهم‌ترین موارد بحث، به گفته ارنست پایپر تاریخ‌دان، این بود که آیا تاریخ باید «تاریخ‌سازی» کند یا «اخلاقی‌سازی». دبرا لیپشتات در ۱۹۹۴ استدلال کرد که «مقایسه‌های تاریخی خطای» نولته گونه‌ای انکار هولوکاست بودند تا «به مردم آلمان کمک کنند تا با پذیرش گذشتهٔ خود بفهمند که اعمال کشور در گذشته فرق چندانی با قساوت‌های بیشمار در گذشته نداشته‌اند…» در سپتامبر ۱۹۸۶، ابرهارد یاکل از حزب چپگرای دی تسایت در پاسخ گفت که «تا پیش از این هیچ‌گاه هیچ کشوری با اجازهٔ رهبر خود تصمیم به این نگرفته بود که گروه ویژه ای از انسان‌ها شامل سالخوردگان، زنان، کودکان و خردسالان، به سریع‌ترین شکل کشته شوند، و برای این مهم از همه توان کشور بهره گیرد.»
با وجود انتقاد نولته، Historikerstreit مسئله «مقایسه‌پذیری» هولوکاست با دیگر رویدادهای تاریخی را گشود. دن استون استدلال می‌کند که دیدگاه یکتا و یگانه بودن هولوکاست زیر سایهٔ تلاش‌ها برای قرار دادن آن در حوزه استالینیسم، پاک‌سازی قومی، و قصد نازی‌ها برای «مرتب‌سازی دوبارهٔ جمعیتی اروپا» به ویژه طرح جامع برای شرق قرار گرفته‌است. به نوشته ریچارد اونز در ۲۰۱۵:
در نهایت، اگرچه «راه حل نهایی» نازی‌ها کشتاری در میان چندین کشتار دیگر بود، اما ویژگی‌هایی داشت که آن را از دیگر کشتارها متمایز می‌کرد. برخلاف دیگر کشتارها، [هولوکاست] محدود به زمان یا مکان ویژه ای نبود؛ هدفش نه مسئله ای محلی و منطقه ای، که دشمنی جهانی بود که در نظرشان در سراسر جهان ریشه دوانده بود. این طرح اما بخشی از نقشه ای بسیار بزرگتر برای مرتب‌سازی دوبارهٔ نژادی و زیربناسازی شامل کشتار دسته‌جمعی در مقیاسی فرای تصور بود، اگرچه، در ابتدا هدف پاک کردن بخش مشخصی از جهان – اروپای شرقی – را داشت تا بتواند زمینه را برای برخود بیشتر با یهودیان و آنانی که نازی‌ها عروسک‌های خیمه‌شب‌بازی ایشان متصور بودند آماده کند. [هولوکاست] توسط ایدئولوگ‌هایی شکل گرفت که تاریخ جهان را با دیده نژادی می‌نگریستند. این رویداد به نوبه خود با روش‌های صنعتی جلو برده شد. این‌ها آن چیزهایی هستند که هولوکاست را یکتا می‌کنند.

### روز جهانی قربانیان هولوکاست
در یکم نوامبر سال ۲۰۰۵، مجمع عمومی سازمان ملل متحد با صدور قطعنامهای که به پیشنهاد آمریکا، استرالیا، اسرائیل، کانادا و روسیه، حمایت ۱۰۴ کشور و با اجماع تصویب شد، انکار هولوکاست را قابل پذیرش ندانست و بیست و هفتم ژانویه را برای یادبود قربانیان آن فاجعه، روز جهانی یادمان هولوکاست نامگذاری کرد. ایران تنها کشوری بود که با این قطعنامه مخالفت کرد و بررسی مسئله هولوکاست در مجمع عمومی سازمان ملل را اقدامی در راستای اهداف واشینگتن و متحدانش عنوان کرد.

## انکار هولوکاست
انکار هولوکاست به اندیشه‌ای گفته می‌شود که بر پایه آن، نسل‌کشی توسط آلمان نازی در جریان جنگ دوم جهانی موسوم به «هولوکاست» اتفاق نیافتاده‌است یا در شمار قربانیان «بزرگ‌نمایی» شده‌است.
ناصر مکارم شیرازی، یکی از مراجع تقلید، از کشتار یهودیان توسط رژیم نازی در جریان جنگ دوم جهانی، به‌عنوان خرافه، یاد کرده‌است.
محمود احمدی‌نژاد، رئیس‌جمهور پیشین ایران، یکی از سرشناس‌ترین انکارکنندگان هولوکاست به‌شمار می‌آمد. که به دلیل همین موضوع، مورد سرزنش برخی مقام‌های جامعه جهانی، از جمله دبیرکل سازمان ملل متحد قرار گرفت.
زیرسؤال بردن نسل‌کشی هولوکاست، در برخی کشورها مانند آلمان، فرانسه و اتریش جرم محسوب می‌شود. دلیل تصویب چنین قوانینی در این کشورها، انکار واقعیت‌های تاریخی و جلوگیری از یهودستیزی و سوءاستفاده هواداران حزب نازی و نژادپرستان اعلام شده‌است.